# 大罷免
大罷免，又称大罷免潮，是2025年中華民國政治运动、社会運动，主要目的為罷免各地民選公職人員。罢免对象涵蓋數十名立法委員及地方公職人員，事涉國民黨、民進黨、民眾黨三大政黨，成為臺灣政治史上規模最大的罷免浪潮。大罷免與各政治陣營立場分歧過大、國會改革法案爭議、兩岸關係緊張等問題密切相關。罷免案在7月13日舉行1案南投縣議員罷免投票，7月26日有24案立委與1案新竹市長罷免投票，均全部不同意。8月23日併同核三重啟公投，尚有7案立委之罷免投票案。
2024年選舉之後，由民進黨籍賴清德當選總統，而立法院中在野的國民黨黨團與民眾黨黨團擁有多數席次，形成「朝小野大」的局面。在野藍白兩黨聯手提出多項法案擴大國會的監督權力，使反對人士以法案存在爭議為由發動青鳥運動。在民進黨黨團總召柯建銘等執政黨政要的支持下，反對在野陣營的公民團體陸續展開連署提案罷免國民黨籍立委。與此同時，國民黨與民眾黨也推動罷免泛綠民意代表作為反制，稱為「以罷制罷」，但基本失敗。故此次立委罷免的對象實際上皆為國民黨籍（以及一名前民眾黨籍的新竹市市長），地方議員則只有一名民進黨籍議員進入罷免投票程序。
依中選會公告，大罷免第一批成案的24名國民黨籍立委以及前民眾黨籍的新竹市市長高虹安罷免案的投票日為2025年7月26日；第二批成案的南投縣立委馬文君、游顥罷免案以及第三批成案的剩餘5名國民黨籍立委罷免案，將於8月23日與全國性公民投票合併投票。另有南投縣議員陳玉鈴罷免案於7月13日投票。
在提議階段，共有50位立法委員（泛藍35位、泛綠15位）、1位市長（現為無黨籍的新竹市市長高虹安）、1位直轄市議員（泛綠）、7位縣市議員（均為泛綠）等人之罷免共59案通過（即合格提議書超過該區域選民的1%）。而連署階段（即合格連署書超過該區域選民的10%），通過者則有31位國民黨籍立委、新竹市市長高虹安、與民進黨籍南投縣議員陳玉鈴等人之罷免共33案。在提議與連署進行時，國民黨部分黨部與黨工因涉嫌大量偽造連署書、盜用個資而被檢方偵辦，在野黨則質疑上述案件及同期發生的民眾黨前主席柯文哲的司法案件的檢調辦案過程。
在併案的罷免投票中，第一波包括24名國民黨籍立委罷免案以及新竹市長高虹安罷免案共25人均遭否決，立法院席次與縣市長執政版圖維持原狀。有觀點認為第一波罷免投票的全面否決是社會對賴清德政府與作為執政黨的民主進步黨投下的不信任投票，後續林右昌亦為此請辭民進黨秘書長職務。

## 背景

### 罷免制度

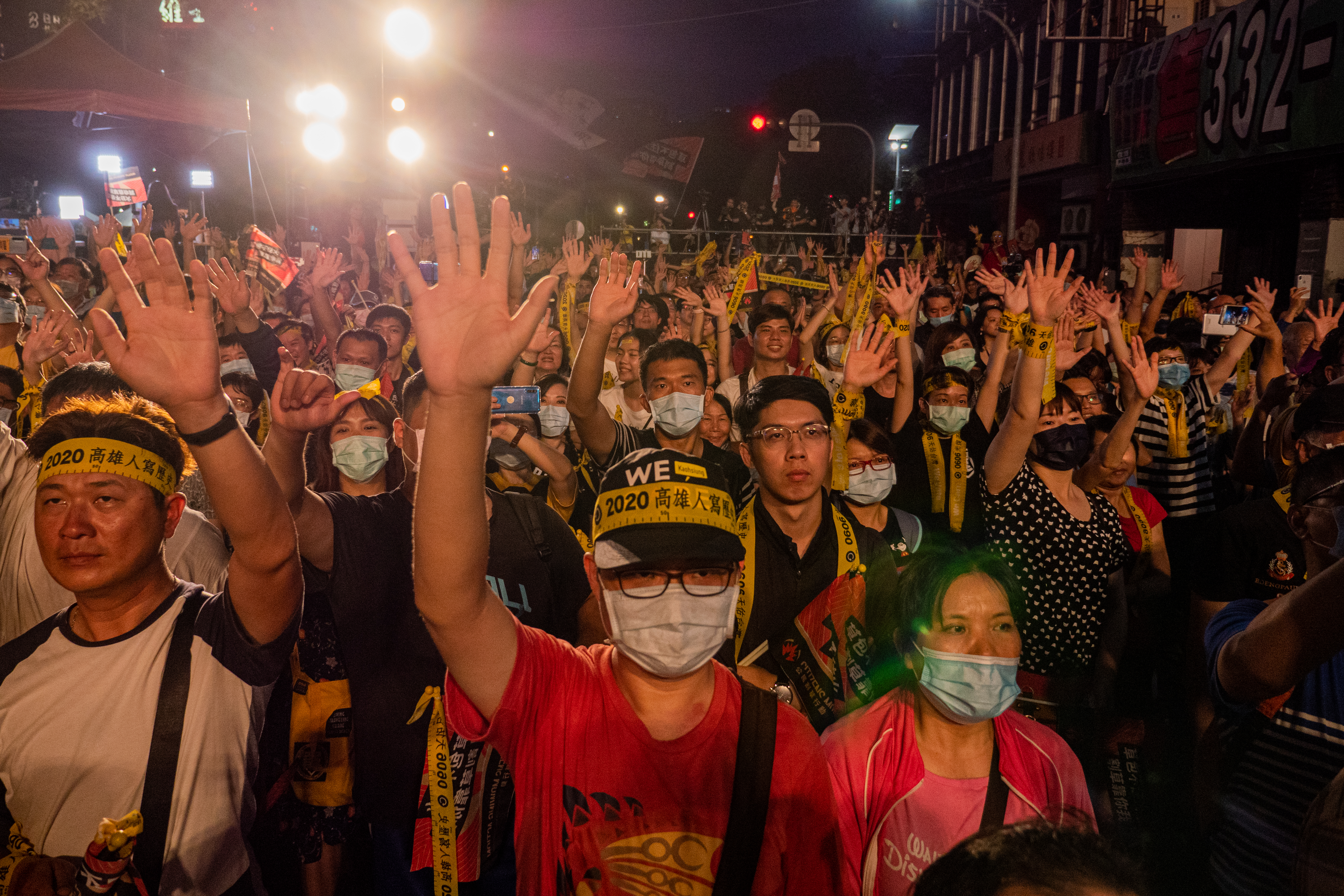
2020年6月，高雄市市長韓國瑜罷免案通過，是中華民國首例通過的直轄市長罷免案

《中華民國憲法》第17條規定：「人民有選舉、罷免、創制、複決之權。」第133條規定：「被選舉人得由原選舉區依法罷免之。」而觀歷次罷免努力，成案者少，失敗者多。
2015年蔡正元罷免案失敗後，2016年11月29日，第九屆立法院修正罷免條文，降低罷免難度：取消「罷免活動不得宣傳」之規定，下修提出罷免和連署成案的門檻，並調整罷免通過門檻爲「同意票大於總選舉人的四分之一且同意票多於不同意票」。這項修正受到罷免團體、時任立委等各界各黨派歡迎。
2020年，時任高雄市市長韓國瑜以42.14%投票率，97.40%同意票被罷免，是中華民國首例通過的直轄市或縣市長罷免案。2021年，陳柏惟成為首位被罷免的立法委員。

### 国会爭議

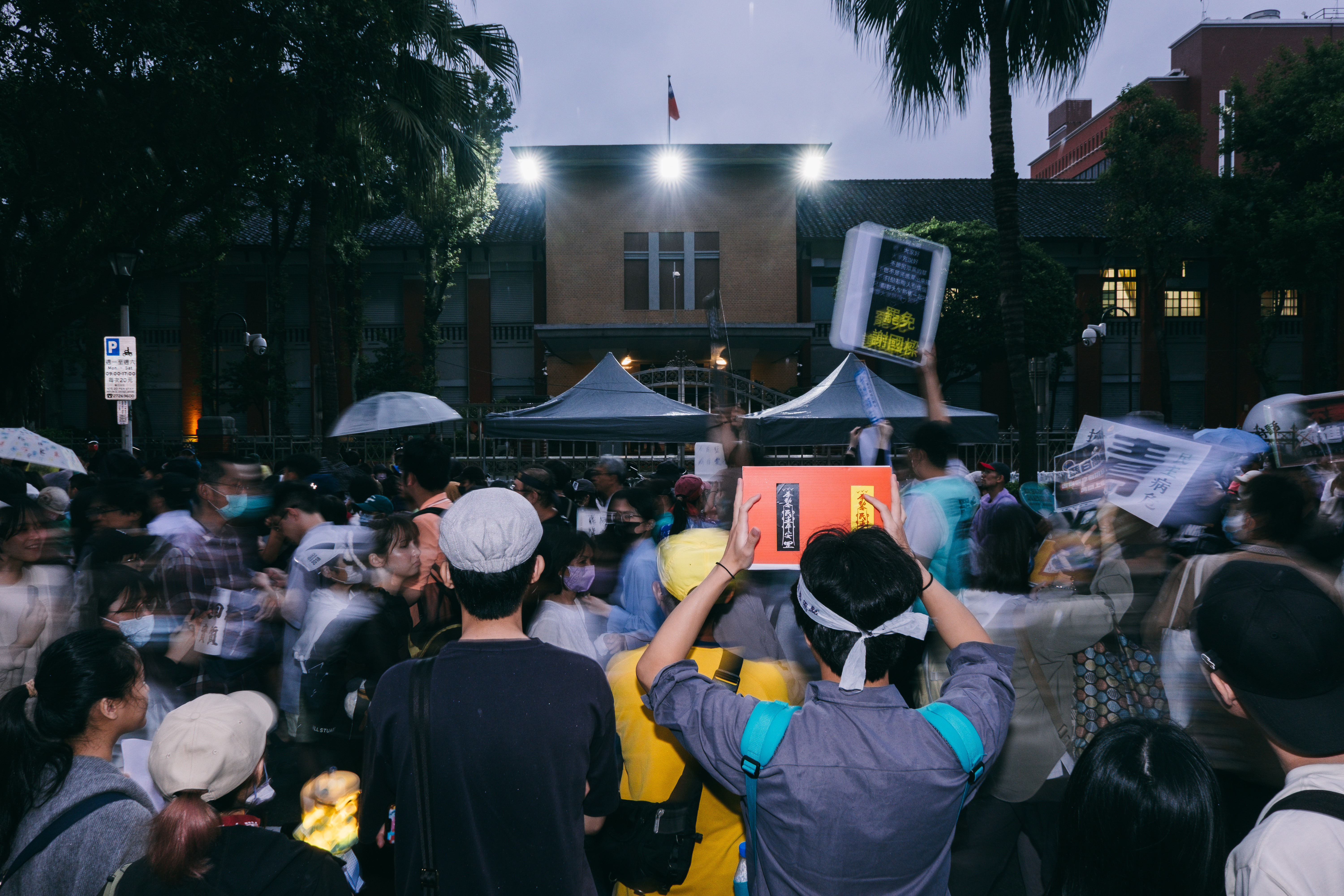
2024年5月，立法院外發起抗議行動青鳥行動

2024年大選選出的第十一屆立法院中，中國國民黨（蓝营）佔52席（另有參與國民黨黨團的無黨籍2席）、民主進步黨（绿营）佔51席、台灣民眾黨（白营）則佔8席。三黨席位皆不过半。但蓝营、白营因为合作而獲得多數優勢；民進黨則失去國會多數，成為「朝小野大」的少數派政府。2024年2月，第十一屆立法委員上任。
立法院第一會期（2024年2月—5月）期間，國民黨、民眾黨籍立法委員陸續提出立法院職權修法，相關程序及條文引發爭議。法案通过後，部分被大法官宣告違憲而失效。此後，國民黨與民眾黨針對憲法法庭修法，並分別在2024年12月、2025年6月否決了絕大部分大法官提名人選以阻止大法官釋憲。此舉被認為是癱瘓五權憲法的司法權致使憲政危機。
立法院第二會期（2024年9月—12月）期間，國民黨、民眾黨黨團提出「三大法案」（《憲訴法》、《選罷法》、《財劃法》）修正案、民国114年度（公元2025年度）總預算案刪減、《警察人員人事條例》修正案，引發爭議。
針对国会的争议，民众發起抗议。2024年5月17日起，立法院外發起「青鳥行動」，期間有抗議民眾於Threads初步探討改變立法院結構的可能，罷免團體逐漸形成。當年12月18日起，公民團體、民主進步黨又發動「冬季青鳥行動」。民間團體與民進黨黨團認為，國民黨、民眾黨黨團為推動爭議法案，多次違反議事規則，且忽視民意，毀憲亂政。他们訴求「沒有討論不是民主」。在野兩黨則認爲應堅持「少數服從多數」的原則，并認爲對在野發動大罷免侵害民主。

## 經過

### 前期準備

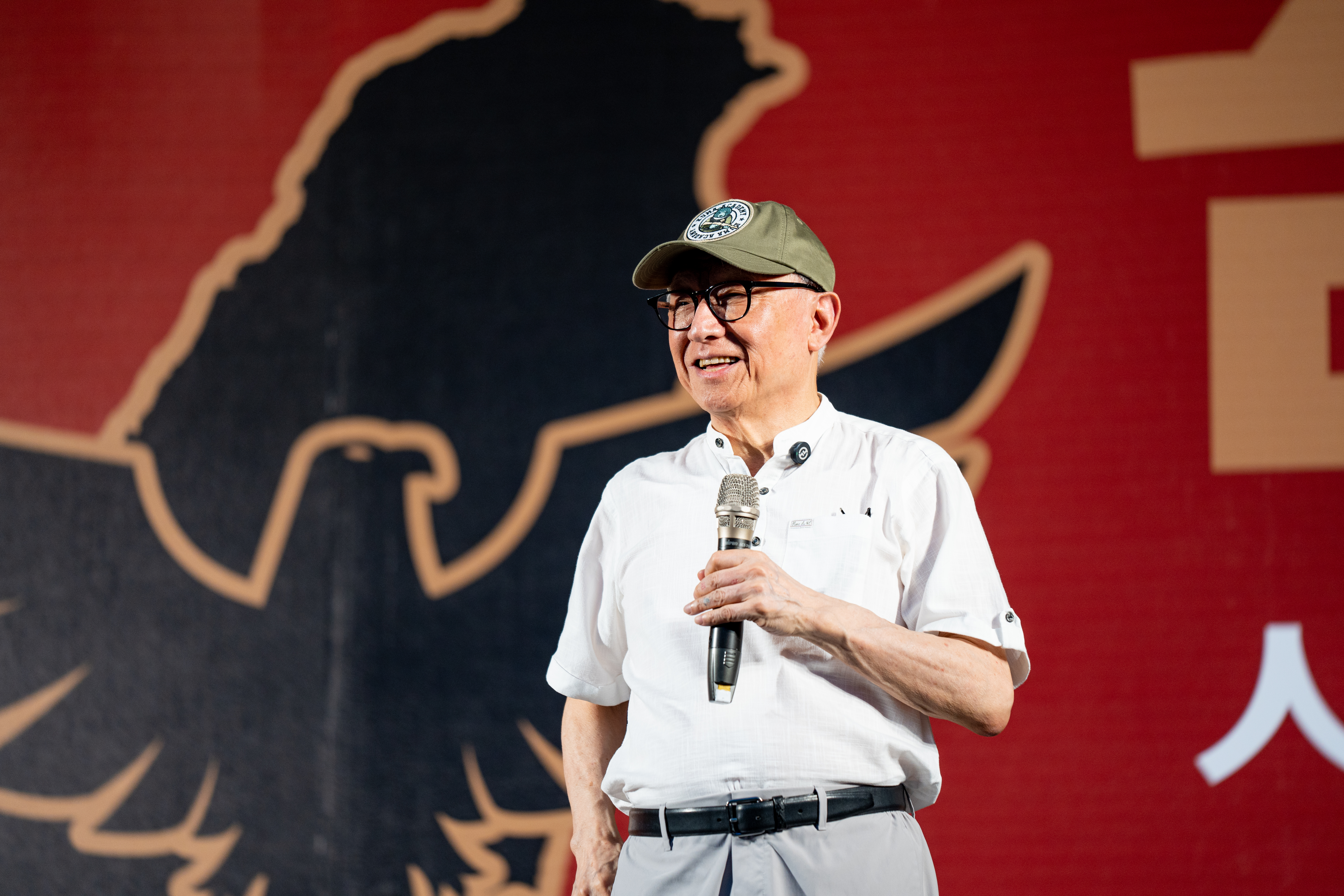
2025年1月，聯電創辦人曹興誠成立「反共護台志工聯盟」

依据《公職人員選舉罷免法》第75條規定，立法委員需就職滿一年後才得被提議罷免。而2024年7月至10月，台灣各地已有公民團體醞釀罷免蓝营立法委员，但聲量較小。此時國民黨籍基隆市市長謝國樑因基隆東岸商場爭議面臨罷免，被認為是大罷免前哨戰。謝國樑稱若罷免案通過，臺灣將迎來「大罷免潮」。該罷免案最終未通過，由在野陣營獲勝。到了年底「冬季青鳥在台北」行動時，罷免再度被提起，罢免連署量逐漸增加。曾協助高雄市市長韓國瑜罷免案的「民主補破網」也在此時為各地罷免團體提供技術支持。
2024年12月下旬，立法院院長韓國瑜暫緩將已三讀通過的《選罷法》、《財劃法》移送總統公佈，民進黨團指控其違反《憲法》第72條，要求罷免之。2025年1月3日，民進黨黨團以違憲、行事不中立為由提議改選院長，但因程序不符為由而不獲院會處理。後民進黨團再提案改選立法院長，不果。
2025年1月4日，民進黨黨團總召柯建銘舉辦記者會，稱要罷免立法院院長韓國瑜、副院長江啟臣及41席國民黨區域立委。但彼時民進黨內對罷免態度不一。民進黨中央黨部回應，稱各地罷免行動都是公民自主行動，黨內並未針對罷免具體討論。適逢草屯鎮鎮長補選，多位民進黨籍公職人員助選時提及罷免立委。除了立委之外，泛綠選民同時也開始罷免因涉嫌貪污而停職的無黨籍市長高虹安。對此，國民黨舉行黨團大會，決議全面罷免反制。預計分階段罷免38席民進黨區域立委，並鎖定吳思瑤、吳沛憶、蘇巧慧、張宏陸等搖擺選區開始連署罷免，立委王鴻薇則預告未來可能罷免民進黨南部票倉的立委。同時，也罷免約十名泛綠縣市議員予以反制。此外，民眾黨也發動了“掃除綠衛兵”行動參與罷免。
1月22日，聯電創辦人曹興誠联合全臺各地推動罷免的公民團體、南社、台灣教授協會等組織，成立「反共護台志工聯盟」，支援大罷免並呼籲民進黨加入。反共護台志工聯盟稱，將於春節期間收受連署，並在開工後送件。國民黨中央黨部也召開全國罷免案專案小組會議，亦準備在節後送交罷免案。自此演變成全國性的大罷免行動。

### 一階提議

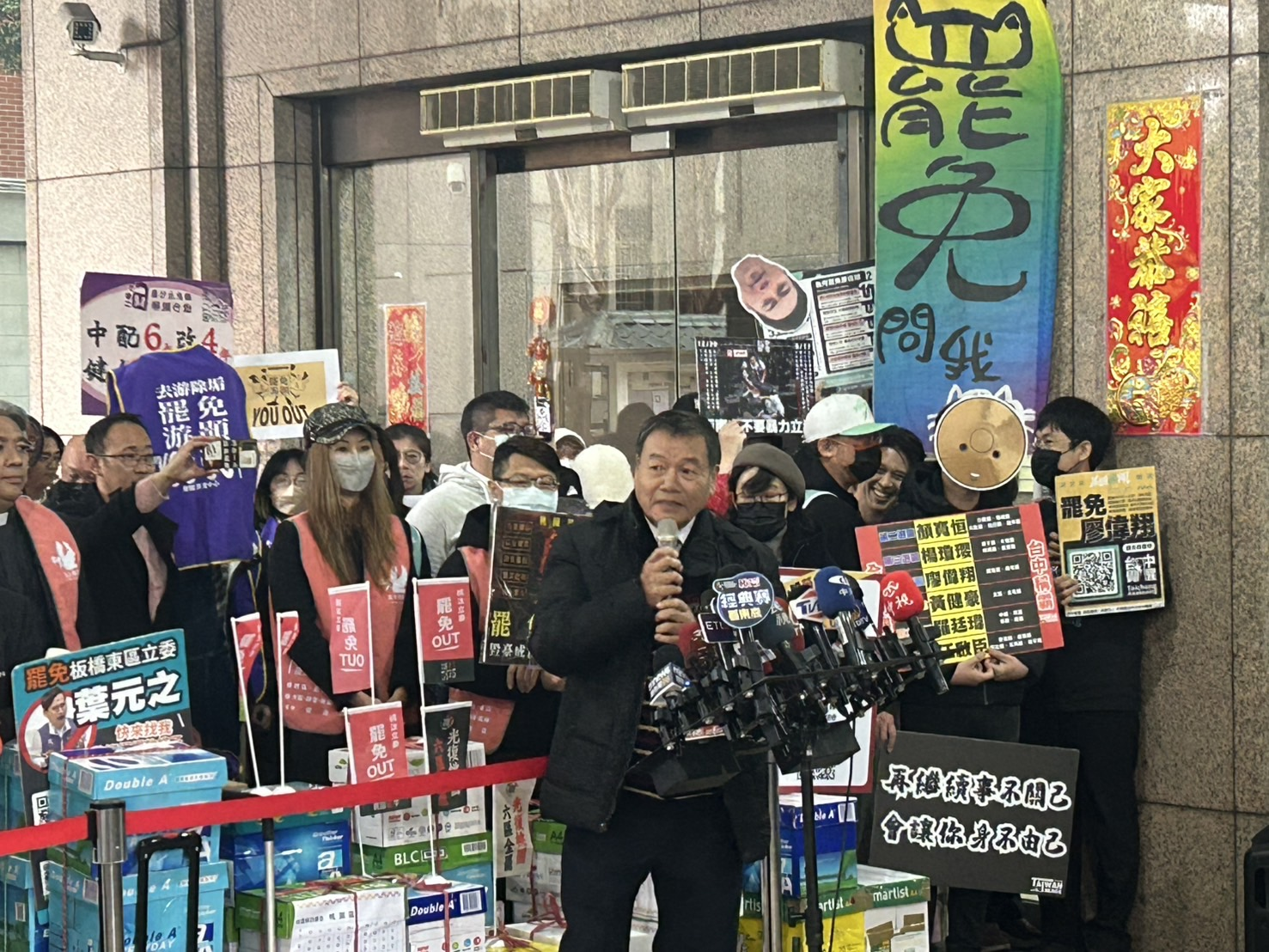
2025年2月，公民團體向中央選舉委員會送出首批罷免提議

2025年2月1日，應屆立委就職滿一周年，罷免一階提議書可從該日起提交至中央選舉委員會。
2月3日為春節後第一個工作日。當日，19組公民團體向中央選舉委員會送出首批罷免提議，包括王鴻薇等19名國民黨立委及新竹市長高虹安共20案。一週後，罢團陸續送出第二批罷免徐巧芯等15位國民黨立委的提議。
國民黨方面，2月1日正式開始連署罷免吳思瑤、吳沛憶兩位民進黨立委，後陸續送出2份吳沛憶和吳思瑤等7名地方立委、伍麗華、陳瑩2名原住民立委，以及南投縣議員蔡銘軒、陳玉鈴等民進黨籍民意代表之罷免連署書。在民進黨優勢選區台南市也出現針對王定宇、林俊憲2位立委之罷免案，2人與同黨立委李坤城之罷免案同在2月7日送出。吳沛憶、蔡其昌、王定宇、林俊憲等民進黨立委之罷免提议遭退件或部分退件，传出与領銜人设籍时间不及时限有关。
2月7日，民進黨新北市黨部主委、立委蘇巧慧在領銜新北市6名民进黨籍立委召開記者會，稱不滿國民黨、民眾黨毀憲亂政、亂刪政府預算，更以政黨組織連署罷免民進黨立委，故一致同意支持罷免為民團作後盾，市內所有民进黨籍立委的服務處均會協助代收代轉罷免國民黨籍立委的連署書。
同日，國民黨基隆市黨部主委吳國勝稱，黨部將成立「基隆反惡罷行動總部」反制罷免该市选举区立委林沛祥之連署。若林沛祥罷免案送件，則國民黨將針對張之豪、陳宜2位民進黨基隆市議員進行罷免。2月18日，林沛祥之罢免連署送案，國民黨基隆市黨部随即送出罷免基隆縣議員張之豪、鄭文婷之提案。
2月1日至19日之間，全國共有61案罷免送件至中央選舉委員會，其對象為52位立法委員（泛藍35位、泛綠17位）、1位市長（無黨籍新竹市市長高虹安）、1位直轄市議員（泛綠）、7位縣市議員（均為泛綠）。新修正的《公職人員選舉罷免法》於2月20日生效，此後罷免連署需附身分證影本，以防止连署造假。故許多罷免團體希望在法案加嚴前送出，使後續連署行為也適用舊法。2月20日後尚無任何罷免依照新制提出。

### 二階連署

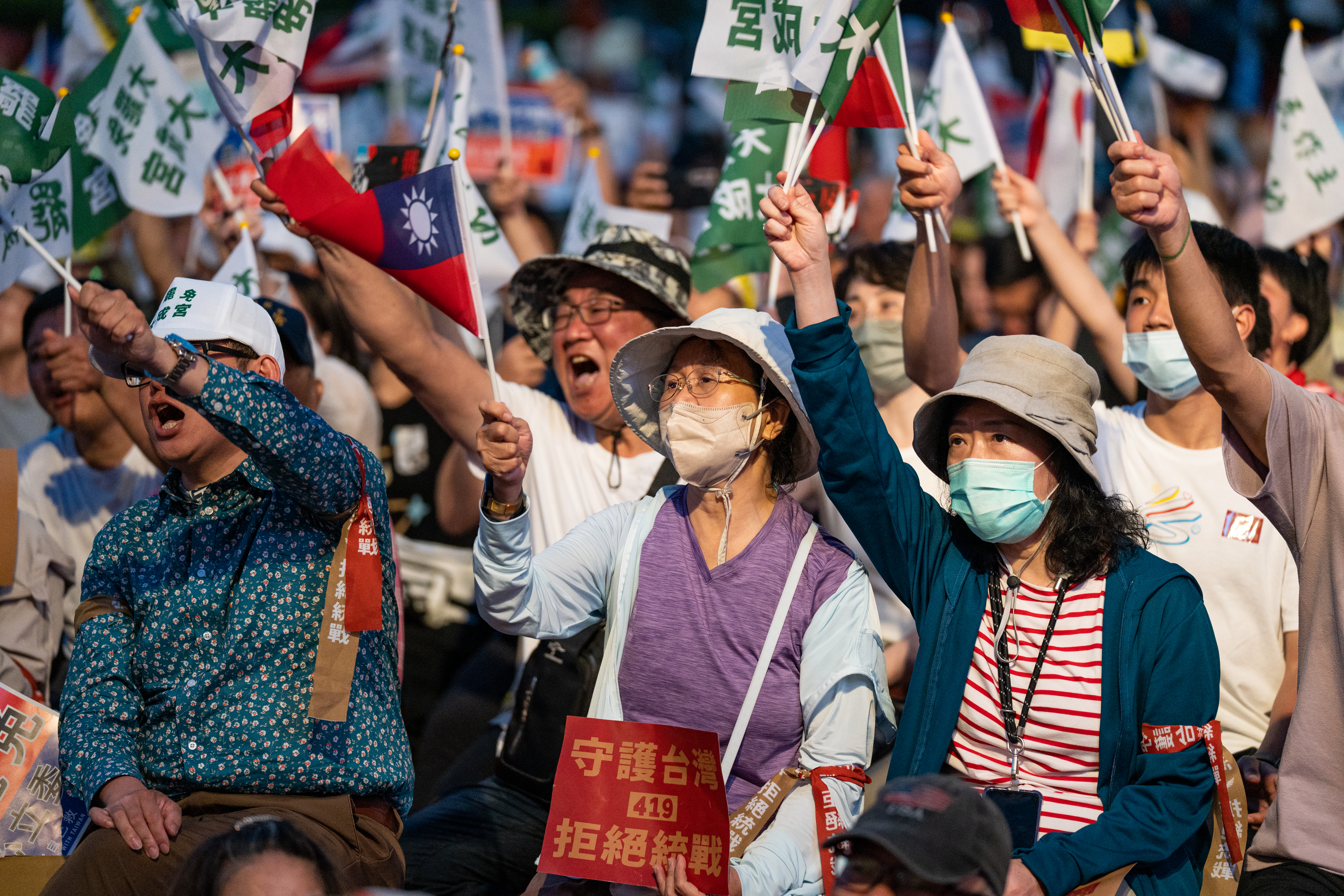
2025年4月，「拒絕統戰，守護台灣」大會

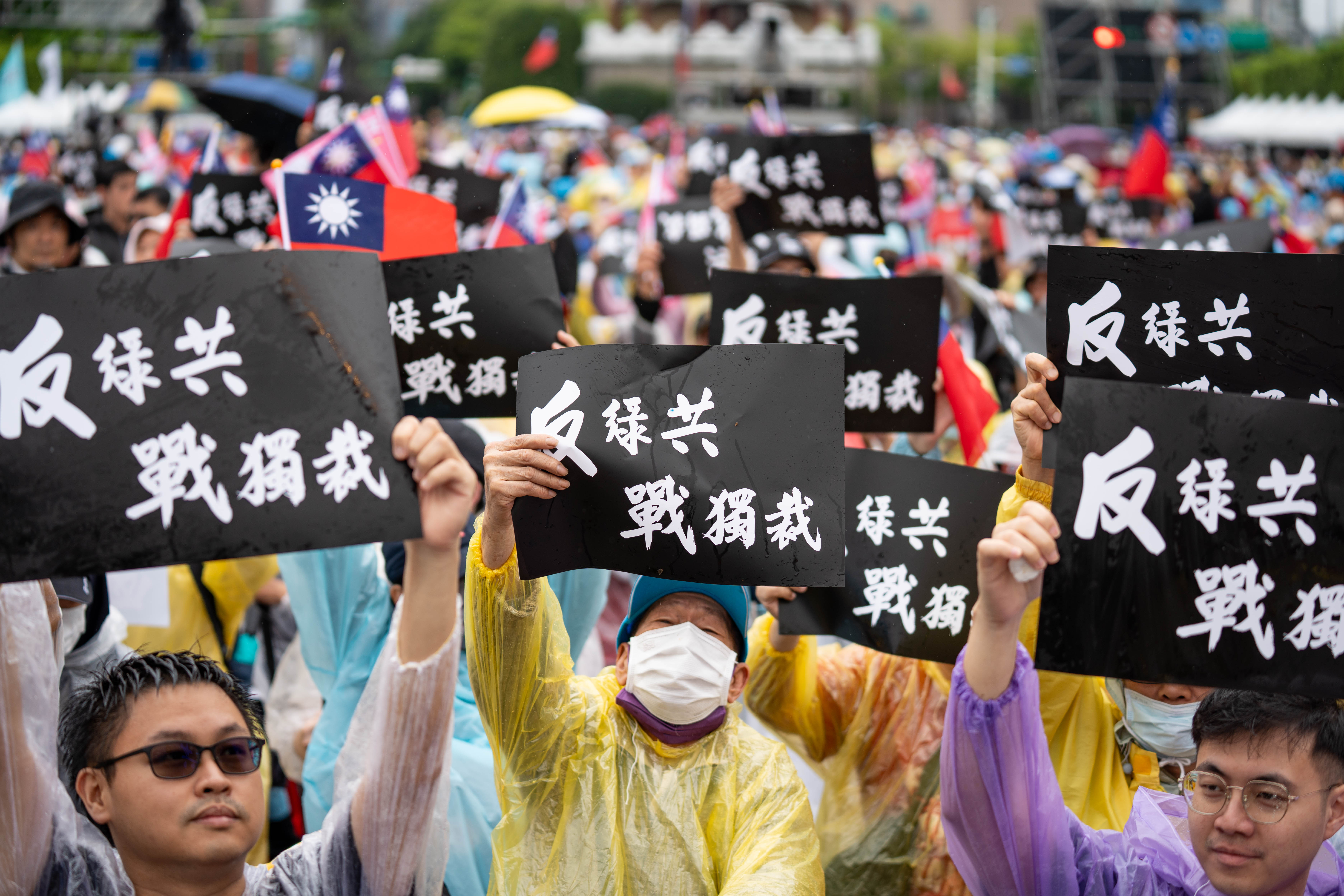
2025年4月，「反綠共，戰獨裁」遊行

全國所有61案罷免提議在4月14日全數審查完成，共有59案罷免進入第二階段連署流程：35位泛藍立法委員、15位民主進步黨籍立法委員、1位無黨籍市長、1位民主進步黨籍直轄市議員、7位泛綠縣市議員。其中，泛藍立委的一階提議皆一次性通過，泛綠立委、泛綠縣市議員之提議除南投縣議員蔡銘軒、陳玉鈴外，首次提交時均未達門檻，除王美惠、陳冠廷两案放棄補件外，其餘案件均補件後通過。罷免泛藍立法委員與市長之連署截止日分佈於5月2日至5月23日，罷免泛綠立法委員之連署截止日則分佈於5月31日至6月24日，罷免泛綠直轄市議員與縣市議員之連署截止日則分開在4月14日以及6月2日至6月21日。
民進黨在各罷免激烈區下鄉舉辦「人民是頭家」宣講。後由於宣講現場連署效率降低，改為「巷戰」，黨工挨家挨戶徵詢罷免連署書，以提高宣傳的接觸面。3月19日，民進黨宣佈各縣市黨部及黨公職服務處開始代收全國罷免連署書，正式投入大罷免。民進黨地方民意代表協助、配合公民團體進行連署。
民眾黨啟動「人民要當家」宣講以反制民進黨的宣講。黨主席黃國昌喊話：「人民頭家一起站出來，告訴民進黨，人民要當家！」，最終場台中舉辦「518退貨ㄌㄨㄚˋ」活動。
中國國民黨發動宣講、「陸戰」等措施衝高罷免連署書數量，同時宣佈推動「反廢死公投」以反制大罷免。然而，该党多處黨部因涉嫌偽造連署書遭到司法調查，除打亂罷免步調，也讓民眾連署意願下降。4月17日，國民黨籍臺北市市長蔣萬安在台北地檢署外聲援市黨部主委黃呂錦茹時，表示立法院應該推動倒閣，若總統賴清德解散立法院，就用立法院改選來對總統進行一次不信任投票。後經民眾黨主席黃國昌與國民黨主席朱立倫會談，黃國昌反對倒閣、朱立倫則稱倒閣是一方向，最重要的是倒賴。
4月19日，八炯、閩南狼等人在台北凱達格蘭大道發起「拒絕統戰，守護台灣」大會，號召民眾罷免不適任的國民黨立委。4月26日，中国国民党与台湾民众党亦在凱達格蘭大道發起「反綠共，戰獨裁」遊行，訴求罷免總統賴清德及綠委。
二階連署亦在世界各地展開。如罷免徐巧芯的團隊在至少18個國家設置了連署站點，遍及五大洲。加拿大台灣人社團在多倫多等地發起主題活動，以多種形式呼籲、協助臺灣僑民參與二階連署。洛杉磯聖東同鄉會在南加州各地設立連署站点。罷團表示，海外台灣人因爲對國家的關心、對國會亂象的憤慨而熱衷於公共事務，並希望用實際行動支持國家。海外罢免团队亦面临物料遭竊、站点遭「小粉紅」騷擾、缺乏扩散渠道、收件时限紧张等困难。也有反對罷免的台僑指责罢免团体「到处渗透」、「被民粹煽動」，甚至爆发争执。
6月24日，全國所有59案罷免連署期間全數結束，共有34案罷免連署送交至各地選舉委員會。對象包含31位中國國民黨籍立法委員、1位無黨籍市長、以及2位民主進步黨籍縣議員。其餘案件則因連署不足選擇不送件，或送件初審時不予受理，罷免案不成立。其中，罷免民進黨籍立委於第二階段連署全數失敗。

### 三階投票

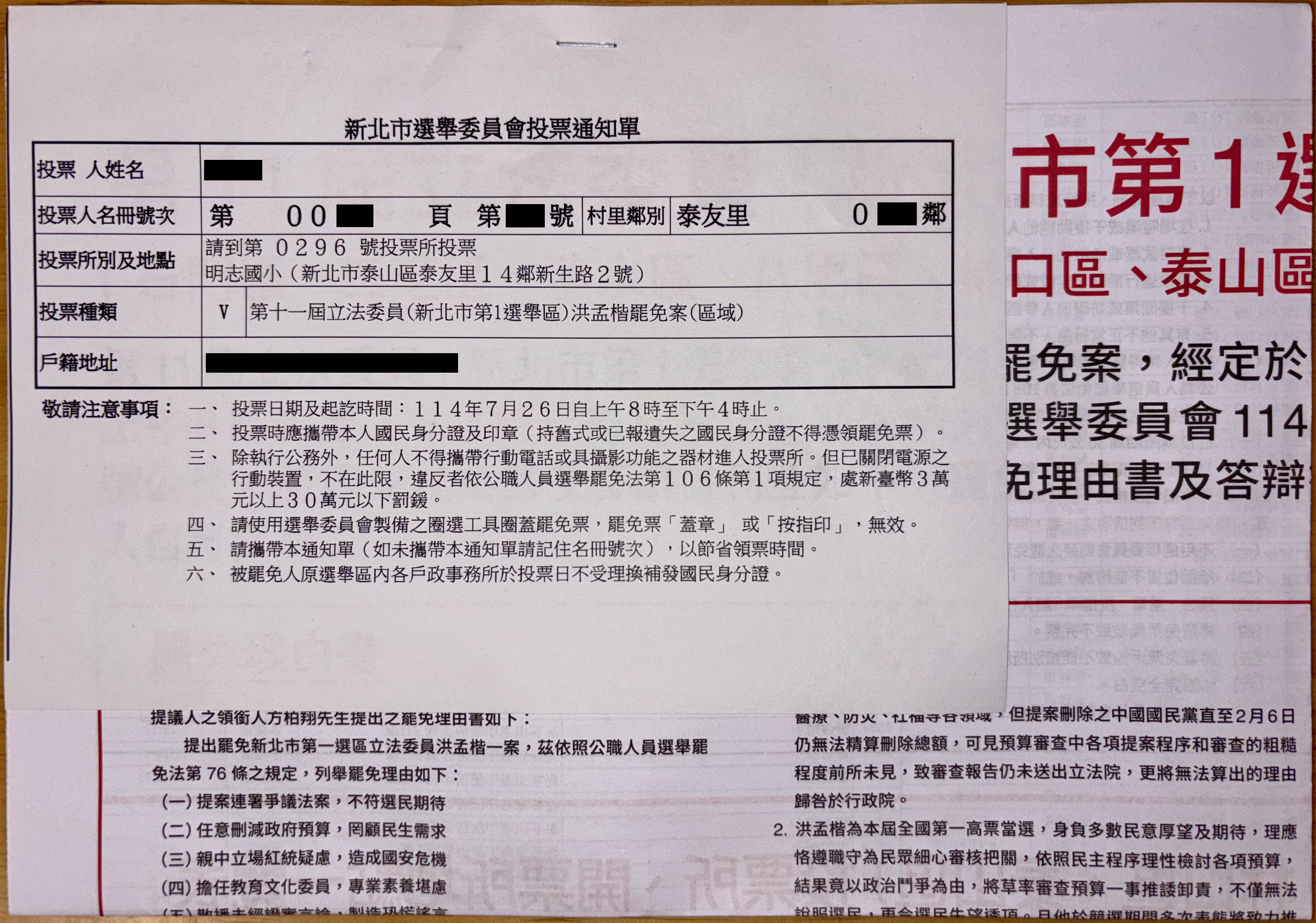
新北市選舉委員會製作的罷免投票通知單（對象為區域立委洪孟楷）

全國所有34案罷免連署在7月18日全數審查完成，中央選舉委員會宣告33案成立，對象包含31位中國國民黨籍立法委員、1位無黨籍市長、1位民主進步黨籍縣議員；1案罷免不成立，對象為1位民主進步黨籍縣議員。
投票日期亦隨成案宣告而確定：1案民主進步黨籍縣議員之罷免於7月13日舉行，24案中國國民黨籍立法委員及1案無黨籍市長共計25案罷免合併於7月26日舉行，7案中國國民黨籍立法委員罷免於8月23日與全國性公民投票合併舉行。中央選舉委員會對外表示，立委罷免案選務經費平均一件約1600萬元至2000萬元，進入第三階段投票的31件立委罷免案需花費約6.2億。新竹市同日舉行市長及立委罷免投票，依《選罷法》規定，罷免市長經費另由市政府編列，估計逾3100萬元。
| 公告日期 | 公告內容                        | 投票日期 |
| -------- | ------------------------------- | -------- |
| 5月16日  | 1縣議員罷免案宣告成立           | 7月13日  |
| 5月23日  | 1縣議員罷免案宣告不成立         | 不適用   |
| 6月20日  | 24立法委員及1市長罷免案宣告成立 | 7月26日  |
| 7月2日   | 2立法委員罷免案宣告成立         | 8月23日  |
| 7月18日  | 5立法委員罷免案宣告成立         | 8月23日  |

#### 宣傳活動

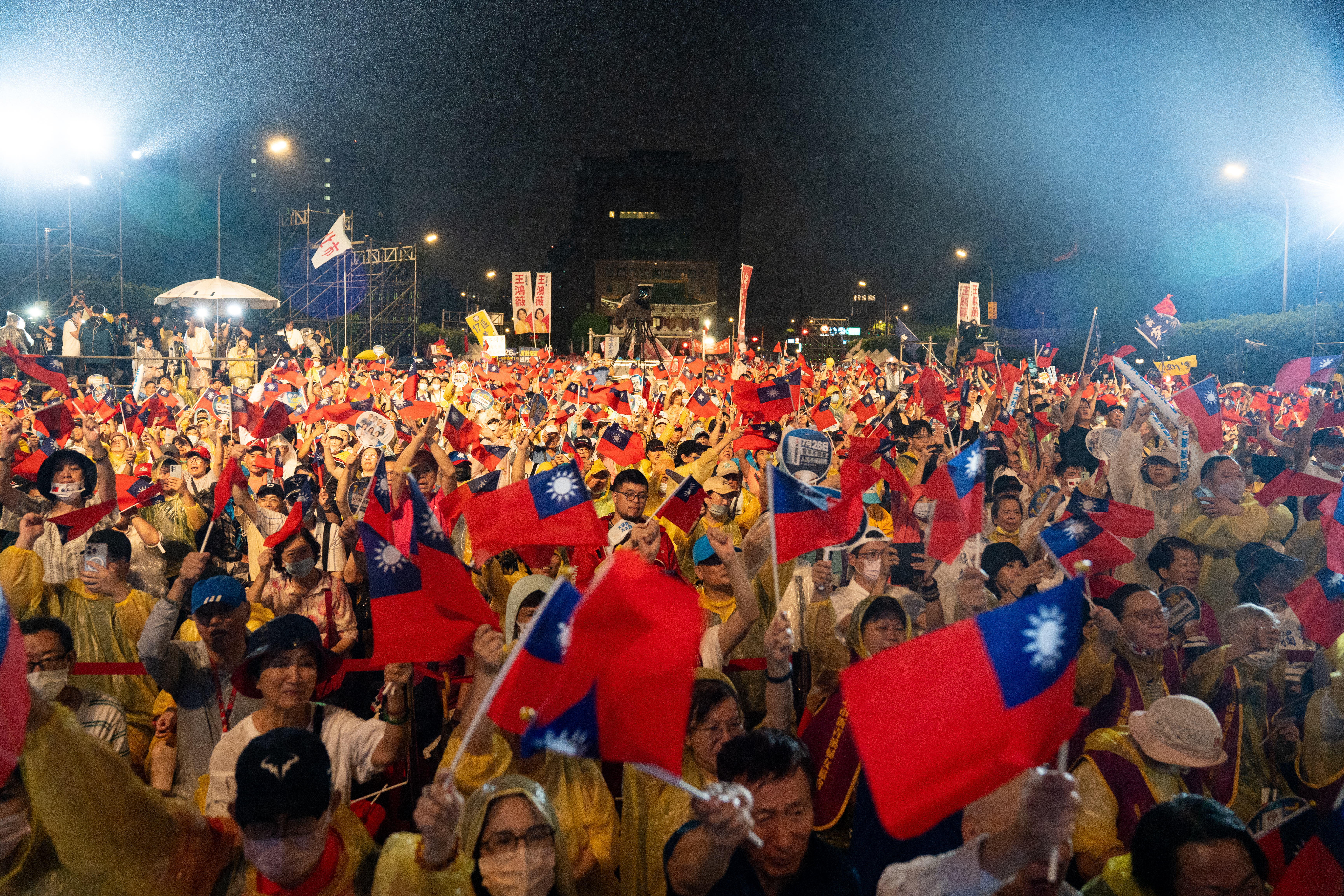
7月25日，不同意罷免選前之夜

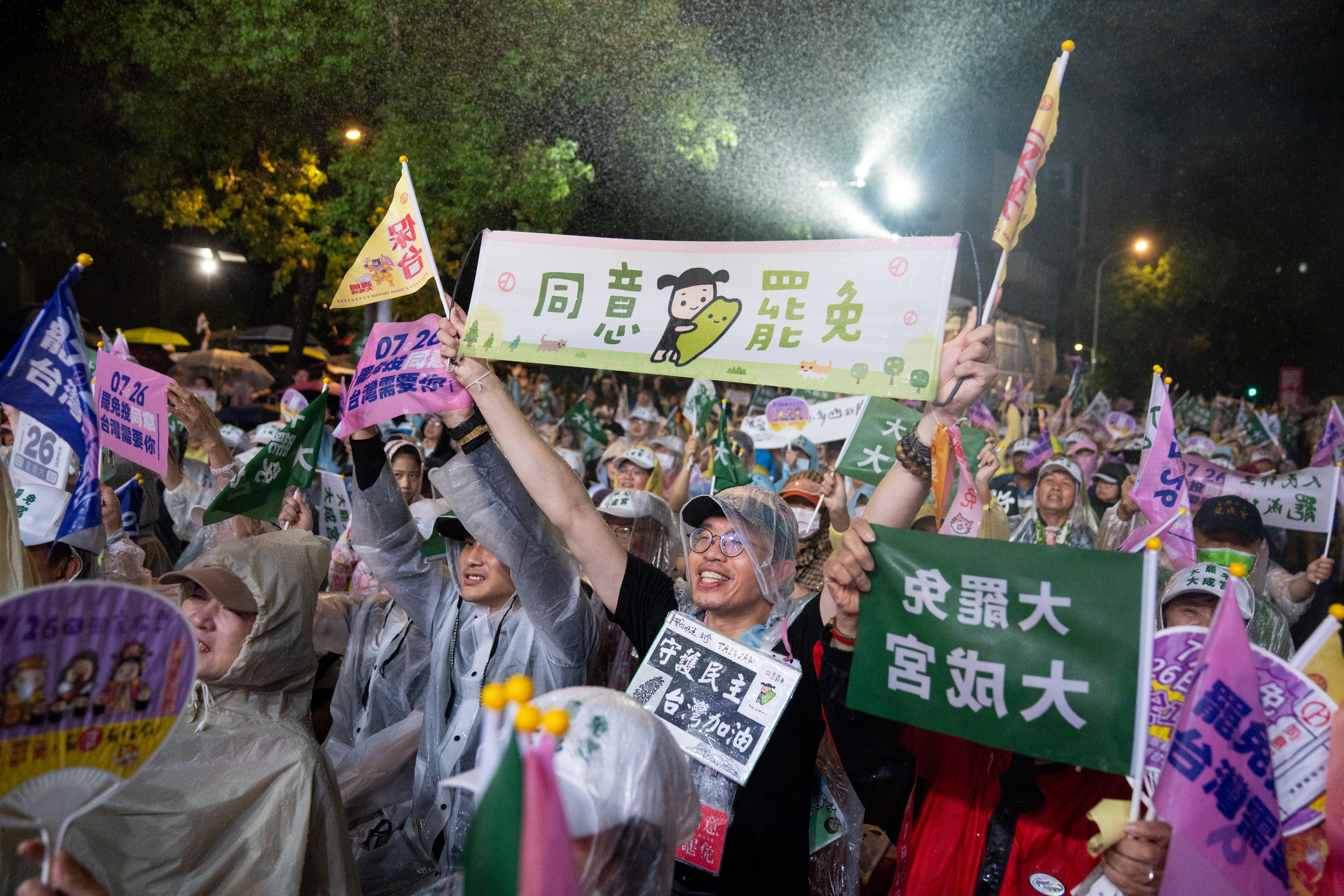
7月25日，為民主守夜公民集氣晚會

6月14日、15日，台灣基進、時代力量、台灣綠黨、小民參政歐巴桑聯盟宣布組成小黨聯盟「民主行動隊」，舉行「民主行動隊，罷免來作伙」全台宣傳行動，並與公民團體台灣獨立建國聯盟、辜寬敏紀念基金會（台灣制憲基金會）、台灣親子共學教育促進會前往花蓮及全台各地號召罷免國民黨立法院黨團總召傅崐萁及國民黨立委。後續分別在花蓮、台北、台中舉辦街頭宣講。
6月18日，民主進步黨在中選會審定首波國民黨立委罷免案前召開記者會，喊出「罷免投同意、反共更有力」，呼籲民眾罷免不適任立委。中華民國總統府於6月21日宣布總統賴清德隔日起展開「團結國家十講」，針對不同主題說明國家面臨的挑戰以及政府因應政策。
反共護台志工聯盟宣布自7月4日起開始「護國大遶境」，從花蓮繞行台灣一圈。而總統賴清德呼籲民進黨以實際行動聲援。 後因颱風丹娜絲影響，原定在高雄舉辦的團結國家第五講及護國大遶境高雄場皆取消，團結國家十講的後續場次也以防颱、救災與相關公務為由取消。
6月27日台灣民眾黨宣布組成「中央保安隊」，進駐新竹市並在街頭宣傳，支持新竹市長高虹安與新竹市立委鄭正鈐。
針對在野政黨的首波罷免投票前一週，中國國民黨和台灣民眾黨在台中市、台北市、新北市、桃園市、新竹市等地舉行反罷免集會。投票前兩日，反共護台志工聯盟分別於凱達格蘭大道、立法院旁的青島東路造勢，而國民黨與民眾黨則在前一日分別於凱達格蘭大道跟新竹市孔廟廣場造勢。

## 投票結果
7月13日，對民主進步黨籍縣議員陳玉鈴罷免投票結果為否決。
7月26日，對24案中国国民党籍立法委员及1案前台灣民眾黨籍市长高虹安罷免投票結果為全部否決。
另場罷免案在8月23日併同核三重啟公投，尚有7案立委之罷免投票案。

## 罷免對象

### 統計
2025年2月1日至4月30日間，全國各地共發起77案罷免提議，其中61案於2月19日以前將提議書送至中央選舉委員會得以適用舊制罷免規定。另外多案罷免提議未及於此日期前送件，因適用較嚴格之新制規定而至今均未送件，多數至今已無下文。其中各陣營罷免案分列如下：
- 對泛藍陣營（中國國民黨、台灣民眾黨以及親近人士）共發起38案罷免提議，其中36案進入連署，32案進入投票。
- 對泛綠陣營（民主進步黨以及親近人士）共發起40案罷免提議，其中23案進入連署，1案進入投票，投票結果1案為否決。

其中各類別公職人員罷免案分列如下：
立法院第十一屆立法委員
| 政黨         | 選舉區類別 | 發起提議 （第一階段） | 進行連署 （第二階段） | 舉辦投票 （第三階段） | 通過罷免 |
| ------------ | ---------- | --------------------- | --------------------- | --------------------- | -------- |
| 中國國民黨   | 區域       | 36                    | 34                    | 31                    |          |
| 無黨籍[註 8] | 區域       | 1                     | 1                     | 0                     | 0        |
| 民主進步黨   | 區域       | 20                    | 13                    | 0                     | 0        |
| 民主進步黨   | 原住民     | 2                     | 2                     | 0                     | 0        |
| 總計         | 總計       | 59                    | 50                    | 31                    |          |
縣（市）長
| 政黨         | 縣市別             | 發起提議 （第一階段） | 進行連署 （第二階段） | 舉辦投票 （第三階段） | 通過罷免 |
| ------------ | ------------------ | --------------------- | --------------------- | --------------------- | -------- |
| 無黨籍[註 6] | 新竹市第十一屆市長 | 1                     | 1                     | 1                     | 0        |
| 總計         | 總計               | 1                     | 1                     | 1                     | 0        |
直轄市、縣（市）議會議員
| 政黨       | 直轄市、縣市別 | 發起提議 （第一階段） | 進行連署 （第二階段） | 舉辦投票 （第三階段） | 通過罷免 |
| ---------- | -------------- | --------------------- | --------------------- | --------------------- | -------- |
| 民主進步黨 | 臺北市議會議員 | 1                     | 0                     | 0                     | 0        |
| 民主進步黨 | 新北市議會議員 | 2                     | 1                     | 0                     | 0        |
| 民主進步黨 | 桃園市議會議員 | 6                     | 0                     | 0                     | 0        |
| 民主進步黨 | 基隆市議會議員 | 4                     | 2                     | 0                     | 0        |
| 民主進步黨 | 南投縣議會議員 | 2                     | 2                     | 1                     | 0        |
| 民主進步黨 | 苗栗縣議會議員 | 2                     | 2                     | 0                     | 0        |
| 無黨籍     | 苗栗縣議會議員 | 1                     | 1                     | 0                     | 0        |
| 總計       | 總計           | 18                    | 8                     | 1                     | 0        |

### 立法委員

#### 中國國民黨黨團
針對中國國民黨籍立法委員發起的罷免共36案，針對加入該黨黨團之無黨籍立法委員發起的罷免共1案（陳超明），共計提出37案。
在第一階段提議流程中，2案未送件，35案審核通過；共計35案進入連署。
在第二階段連署流程中，3案未送件，1案不受理，22案審核通過，9案經補件後審核通過；共計31案進入投票。
在第三階段投票流程中，24案於7月26日舉行，7案於8月23日舉行。
| 選舉區       | 選舉區       | 對象   | 第一階段提議                                                    | 第二階段連署 | 第三階段投票      | 罷免團體                            | 罷免團體                                                            | 罷免團體                                    |
| 選舉區       | 選舉區       | 對象   | 第一階段提議                                                    | 第二階段連署 | 第三階段投票      | 名稱                                | 結盟                                                                | 統籌組織                                    |
| ------------ | ------------ | ------ | --------------------------------------------------------------- | --- | ----------------- | ----------------------------------- | ------------------------------------------------------------------- | ------------------------------------------- |
| 基隆市選舉區 | 基隆市選舉區 | 林沛祥 | - 提議門檻：3,040 - 2月18日 送件（適用舊制） - 3月13日 審查通過 | - 連署門檻：30,394 - 連署期間：3月25日—5月23日 - 連署達37,533份（123%） - 5月23日 送件（37,533份） - 6月20日 罷免案成立                                                        | 7/26 第三階段投票 | 基隆絕沛                            | —                                                                   | 民主進步黨 + 民主補破網 + 反共護台 志工聯盟 |
| 臺 北 市     | 第三選舉區   | 王鴻薇 | - 提議門檻：2,774 - 2月3日 送件（適用舊制） - 2月26日 審查通過  | - 連署門檻：27,733 - 連署期間：3月13日—5月11日 - 連署達47,554份（171%） - 5月8日 送件（45,818份） - 6月20日 罷免案成立                                                         | 7/26 第三階段投票 | 山除薇害                            | 雙北大罷                                                            | 民主進步黨 + 民主補破網 + 反共護台 志工聯盟 |
| 臺 北 市     | 第四選舉區   | 李彥秀 | - 提議門檻：3,181 - 2月3日 送件（適用舊制） - 2月26日 審查通過  | - 連署門檻：31,809 - 連署期間：3月13日—5月11日 - 連署達45,183份（142%） - 5月6日 送件（45,183份） - 6月20日 罷免案成立                                                         | 7/26 第三階段投票 | 港湖除銹 + 港湖罷秀                 | 雙北大罷                                                            | 民主進步黨 + 民主補破網 + 反共護台 志工聯盟 |
| 臺 北 市     | 第六選舉區   | 羅智強 | - 提議門檻：2,332 - 2月10日 送件（適用舊制） - 3月5日 審查通過  | - 連署門檻：23,313 - 連署期間：3月13日—5月11日 - 連署達36,398份（156%） - 5月7日 送件（36,398份） - 6月20日 罷免案成立                                                         | 7/26 第三階段投票 | 大安強強滾                          | 雙北大罷                                                            | 民主進步黨 + 民主補破網 + 反共護台 志工聯盟 |
| 臺 北 市     | 第七選舉區   | 徐巧芯 | - 提議門檻：2,349 - 2月10日 送件（適用舊制） - 3月5日 審查通過  | - 連署門檻：23,482 - 連署期間：3月13日—5月11日 - 連署達41,867份（178%） - 5月8日 送件（41,201份） - 6月20日 罷免案成立                                                         | 7/26 第三階段投票 | 剷除黑芯                            | 雙北大罷                                                            | 民主進步黨 + 民主補破網 + 反共護台 志工聯盟 |
| 臺 北 市     | 第八選舉區   | 賴士葆 | - 提議門檻：2,484 - 2月10日 送件（適用舊制） - 3月5日 審查通過  | - 連署門檻：24,832 - 連署期間：3月13日—5月11日 - 連署達34,040份（137%） - 5月8日 送件（34,040份） - 6月20日 罷免案成立                                                         | 7/26 第三階段投票 | 文山退葆                            | 雙北大罷                                                            | 民主進步黨 + 民主補破網 + 反共護台 志工聯盟 |
| 新 北 市     | 第一選舉區   | 洪孟楷 | - 提議門檻：3,805 - 2月10日 送件（適用舊制） - 3月5日 審查通過  | - 連署門檻：38,046 - 連署期間：3月14日—5月12日 - 連署達54,888份（144%） - 5月8日 送件（54,888份） - 6月20日 罷免案成立                                                         | 7/26 第三階段投票 | 刻不容楷                            | 雙北大罷                                                            | 民主進步黨 + 民主補破網 + 反共護台 志工聯盟 |
| 新 北 市     | 第七選舉區   | 葉元之 | - 提議門檻：2,332 - 2月3日 送件（適用舊制） - 2月26日 審查通過  | - 連署門檻：23,313 - 連署期間：3月8日—5月6日 - 連署達36,000份（154%） - 5月5日 送件（32,236份） - 6月20日 罷免案成立                                                           | 7/26 第三階段投票 | 板橋大刪元                          | 雙北大罷                                                            | 民主進步黨 + 民主補破網 + 反共護台 志工聯盟 |
| 新 北 市     | 第八選舉區   | 張智倫 | - 提議門檻：2,877 - 2月10日 送件（適用舊制） - 3月5日 審查通過  | - 連署門檻：28,766 - 連署期間：3月15日—5月13日 - 連署達36,140份（125%） - 5月12日 送件（36,140份） - 6月20日 罷免案成立                                                        | 7/26 第三階段投票 | 倫刪立舒                            | 雙北大罷                                                            | 民主進步黨 + 民主補破網 + 反共護台 志工聯盟 |
| 新 北 市     | 第九選舉區   | 林德福 | - 提議門檻：2,383 - 2月10日 送件（適用舊制） - 3月5日 審查通過  | - 連署門檻：23,830 - 連署期間：3月15日—5月13日 - 連署達29,474份（122%） - 5月12日 送件（29,474份） - 6月20日 罷免案成立                                                        | 7/26 第三階段投票 | 無獻清林                            | 雙北大罷                                                            | 民主進步黨 + 民主補破網 + 反共護台 志工聯盟 |
| 新 北 市     | 第十一選舉區 | 羅明才 | - 提議門檻：2,967 - 2月10日 送件（適用舊制） - 3月5日 審查通過  | - 連署門檻：29,664 - 連署期間：3月13日—5月11日 - 連署達34,076份（114%） - 5月9日 送件（34,076份） - 6月18日 審查須補件 - 6月25日 補件（2,040份） - 7月18日 罷免案成立          | 8/23 第三階段投票 | 拔羅波                              | 雙北大罷                                                            | 民主進步黨 + 民主補破網 + 反共護台 志工聯盟 |
| 新 北 市     | 第十二選舉區 | 廖先翔 | - 提議門檻：2,652 - 2月10日 送件（適用舊制） - 3月5日 審查通過  | - 連署門檻：26,512 - 連署期間：3月14日—5月12日 - 連署達36,744份（138%） - 5月8日 送件（36,744份） - 6月20日 罷免案成立                                                         | 7/26 第三階段投票 | 齊心斷翔                            | 雙北大罷                                                            | 民主進步黨 + 民主補破網 + 反共護台 志工聯盟 |
| 桃 園 市     | 第一選舉區   | 牛煦庭 | - 提議門檻：3,396 - 2月3日 送件（適用舊制） - 2月26日 審查通過  | - 連署門檻：33,956 - 連署期間：3月7日—5月5日 - 連署達48,788份（143%） - 5月5日 送件（48,788份） - 6月20日 罷免案成立                                                           | 7/26 第三階段投票 | 桃汰牛氓                            | 桃汰立委· 罷免OUT （光復桃園 六區全罷）                             | 民主進步黨 + 民主補破網 + 反共護台 志工聯盟 |
| 桃 園 市     | 第二選舉區   | 權吉   | - 提議門檻：3,088 - 2月3日 送件（適用舊制） - 2月26日 審查通過  | - 連署門檻：30,872 - 連署期間：3月6日—5月4日 - 連署達41,337份（133%） - 5月1日 送件（41,337份） - 6月20日 罷免案成立                                                           | 7/26 第三階段投票 | 全力一擊                            | 桃汰立委· 罷免OUT （光復桃園 六區全罷）                             | 民主進步黨 + 民主補破網 + 反共護台 志工聯盟 |
| 桃 園 市     | 第三選舉區   | 魯明哲 | - 提議門檻：3,013 - 2月3日 送件（適用舊制） - 2月26日 審查通過  | - 連署門檻：30,122 - 連署期間：3月6日—5月4日 - 連署達36,316份（120%） - 5月3日 送件（36,316份） - 6月20日 罷免案成立                                                           | 7/26 第三階段投票 | 壢拔魯蛋 + 破蛋除魯                 | 桃汰立委· 罷免OUT （光復桃園 六區全罷）                             | 民主進步黨 + 民主補破網 + 反共護台 志工聯盟 |
| 桃 園 市     | 第四選舉區   | 萬美玲 | - 提議門檻：3,024 - 2月3日 送件（適用舊制） - 2月26日 審查通過  | - 連署門檻：30,233 - 連署期間：3月7日—5月5日 - 連署達41,137份（136%） - 5月5日 送件（41,137份） - 6月20日 罷免案成立                                                           | 7/26 第三階段投票 | 萬罷了沒拉                          | 桃汰立委· 罷免OUT （光復桃園 六區全罷）                             | 民主進步黨 + 民主補破網 + 反共護台 志工聯盟 |
| 桃 園 市     | 第五選舉區   | 呂玉玲 | - 提議門檻：2,807 - 2月3日 送件（適用舊制） - 2月26日 審查通過  | - 連署門檻：28,064 - 連署期間：3月6日—5月4日 - 連署達32,062份（114%） - 5月3日 送件（32,062份） - 6月6日 審查須補件 - 6月9日 補件（3,591份） - 6月20日 罷免案成立              | 7/26 第三階段投票 | 罷呂清玲                            | 桃汰立委· 罷免OUT （光復桃園 六區全罷）                             | 民主進步黨 + 民主補破網 + 反共護台 志工聯盟 |
| 桃 園 市     | 第六選舉區   | 邱若華 | - 提議門檻：2,823 - 2月3日 送件（適用舊制） - 2月26日 審查通過  | - 連署門檻：28,222 - 連署期間：3月7日—5月5日 - 連署達33,233份（117%） - 5月5日 送件（33,233份） - 6月5日 審查須補件 - 6月10日 補件（1,518份） - 6月20日 罷免案成立             | 7/26 第三階段投票 | 桃六刪邱                            | 桃汰立委· 罷免OUT （光復桃園 六區全罷）                             | 民主進步黨 + 民主補破網 + 反共護台 志工聯盟 |
| 新竹市選舉區 | 新竹市選舉區 | 鄭正鈐 | - 提議門檻：3,547 - 2月3日 送件（適用舊制） - 2月26日 審查通過  | - 連署門檻：35,465 - 連署期間：3月6日—5月4日 - 連署達53,197份（149%） - 5月4日 送件（53,197份） - 6月20日 罷免案成立                                                           | 7/26 第三階段投票 | 罷鈐反中                            | 新竹市 雙罷免行動                                                   | 民主進步黨 + 民主補破網 + 反共護台 志工聯盟 |
| 新 竹 縣     | 第一選舉區   | 徐欣瑩 | - 提議門檻：2,153 - 2月10日 送件（適用舊制） - 3月5日 審查通過  | - 連署門檻：21,527 - 連署期間：3月12日—5月10日 - 連署達22,000份（102%） - 5月10日 送件而未達標（19,521份） （部分未造冊及複印影本導致失效） - 5月16日 連署書不足，罷免案不成立 | —                 | 除舊汰欣                            | 新竹罷風吹 大新竹罷免 + 民主進步黨 新竹縣黨部 + 時代力量 新竹縣黨部 | 民主進步黨 + 民主補破網 + 反共護台 志工聯盟 |
| 新 竹 縣     | 第二選舉區   | 林思銘 | - 提議門檻：2,329 - 2月10日 送件（適用舊制） - 3月5日 審查通過  | - 連署門檻：23,287 - 連署期間：3月12日—5月10日 - 連署達26,414份（113%） - 5月8日 送件（26,414份） - 6月18日 審查須補件 - 6月28日 補件（3,396份） - 7月18日 罷免案成立          | 8/23 第三階段投票 | 撕除惡銘                            | 新竹罷風吹 大新竹罷免 + 民主進步黨 新竹縣黨部 + 時代力量 新竹縣黨部 | 民主進步黨 + 民主補破網 + 反共護台 志工聯盟 |
| 苗 栗 縣     | 第一選舉區   | 陳超明 | - 提議門檻：2,059 - 2月13日 送件（適用舊制） - 3月10日 審查通過 | - 連署門檻：20,586 - 連署期間：3月14日—5月12日 - 5月12日 未送件，罷免案不成立                                                                                                  | —                 | 超無作為                            | 苗栗國罷免 立委連線                                                 | 民主進步黨 + 民主補破網 + 反共護台 志工聯盟 |
| 苗 栗 縣     | 第二選舉區   | 邱鎮軍 | - 提議門檻：2,319 - 2月13日 送件（適用舊制） - 3月10日 審查通過 | - 連署門檻：23,187 - 連署期間：3月14日—5月12日 - 5月12日 未送件，罷免案不成立                                                                                                  | —                 | 刪鎮出局                            | 苗栗國罷免 立委連線                                                 | 民主進步黨 + 民主補破網 + 反共護台 志工聯盟 |
| 臺 中 市     | 第二選舉區   | 顏寬恒 | - 提議門檻：3,028 - 2月3日 送件（適用舊制） - 2月26日 審查通過  | - 連署門檻：30,278 - 連署期間：3月8日—5月6日 - 連署達33,099份（109%） - 5月6日 送件（33,099份） - 6月18日 審查須補件 - 6月27日 補件（4,068份） - 7月18日 罷免案成立            | 8/23 第三階段投票 | 中二解顏                            | 台中同花順 罷免慧成宮 + 時代力量 中央黨部 + 台澎黨                  | 民主進步黨 + 民主補破網 + 反共護台 志工聯盟 |
| 臺 中 市     | 第三選舉區   | 楊瓊瓔 | - 提議門檻：2,603 - 2月10日 送件（適用舊制） - 3月5日 審查通過  | - 連署門檻：26,026 - 連署期間：3月8日—5月6日 - 連署達26,775份（102%） - 5月6日 送件（26,775份） - 6月18日 審查須補件 - 6月29日 補件（4,755份） - 7月18日 罷免案成立            | 8/23 第三階段投票 | 中三拒瓔 + 希望無瓊                 | 台中同花順 罷免慧成宮 + 時代力量 中央黨部 + 台澎黨                  | 民主進步黨 + 民主補破網 + 反共護台 志工聯盟 |
| 臺 中 市     | 第四選舉區   | 廖偉翔 | - 提議門檻：3,293 - 2月3日 送件（適用舊制） - 2月26日 審查通過  | - 連署門檻：32,921 - 連署期間：3月8日—5月6日 - 連署達53,247份（161%） - 5月5日 送件（46,250份） - 6月20日 罷免案成立                                                           | 7/26 第三階段投票 | 展翅廢翔                            | 台中同花順 罷免慧成宮 + 時代力量 中央黨部 + 台澎黨                  | 民主進步黨 + 民主補破網 + 反共護台 志工聯盟 |
| 臺 中 市     | 第五選舉區   | 黃健豪 | - 提議門檻：3,633 - 2月3日 送件（適用舊制） - 2月26日 審查通過  | - 連署門檻：36,323 - 連署期間：3月8日—5月6日 - 連署達54,451份（149%） - 5月5日 送件（54,451份） - 6月20日 罷免案成立                                                           | 7/26 第三階段投票 | 斷健行動                            | 台中同花順 罷免慧成宮 + 時代力量 中央黨部 + 台澎黨                  | 民主進步黨 + 民主補破網 + 反共護台 志工聯盟 |
| 臺 中 市     | 第六選舉區   | 羅廷瑋 | - 提議門檻：2,734 - 2月3日 送件（適用舊制） - 2月26日 審查通過  | - 連署門檻：27,337 - 連署期間：3月8日—5月6日 - 連署達46,276份（169%） - 5月5日 送件（46,237份） - 6月20日 罷免案成立                                                           | 7/26 第三階段投票 | 敲羅行動                            | 台中同花順 罷免慧成宮 + 時代力量 中央黨部 + 台澎黨                  | 民主進步黨 + 民主補破網 + 反共護台 志工聯盟 |
| 臺 中 市     | 第八選舉區   | 江啟臣 | - 提議門檻：2,106 - 2月10日 送件（適用舊制） - 3月5日 審查通過  | - 連署門檻：21,060 - 連署期間：3月7日—5月5日 - 連署達22,777份（108%） - 5月5日 送件（22,777份） - 6月18日 審查須補件 - 6月29日 補件（3,955份） - 7月18日 罷免案成立            | 8/23 第三階段投票 | 一罷擊臣                            | 台中同花順 罷免慧成宮 + 時代力量 中央黨部 + 台澎黨                  | 民主進步黨 + 民主補破網 + 反共護台 志工聯盟 |
| 彰 化 縣     | 第三選舉區   | 謝衣鳳 | - 提議門檻：2,672 - 2月12日 送件（適用舊制） - 3月5日 審查通過  | - 連署門檻：26,719 - 連署期間：3月15日—5月13日 - 5月13日 未送件，罷免案不成立                                                                                                  | —                 | 罷免 缺衣不可                       | —                                                                   | 民主進步黨 + 民主補破網 + 反共護台 志工聯盟 |
| 南 投 縣     | 第一選舉區   | 馬文君 | - 提議門檻：1,863 - 2月3日 送件（適用舊制） - 2月26日 審查通過  | - 連署門檻：18,622 - 連署期間：3月6日—5月4日 - 連署達20,748份（111%） - 5月4日 送件（20,748份） - 5月24日 審查須補件 - 6月3日 補件（3,828份） - 7月2日 罷免案成立              | 8/23 第三階段投票 | ALL罷馬                             | 游頭馬面 南投大雙罷                                                 | 民主進步黨 + 民主補破網 + 反共護台 志工聯盟 |
| 南 投 縣     | 第二選舉區   | 游顥   | - 提議門檻：1,984 - 2月3日 送件（適用舊制） - 2月26日 審查通過  | - 連署門檻：19,833 - 連署期間：3月6日—5月4日 - 連署達23,238份（117%） - 5月2日 送件（23,238份） - 5月24日 審查須補件 - 6月4日 補件（2,646份） - 7月2日 罷免案成立              | 8/23 第三階段投票 | 去游除垢                            | 游頭馬面 南投大雙罷                                                 | 民主進步黨 + 民主補破網 + 反共護台 志工聯盟 |
| 雲 林 縣     | 第一選舉區   | 丁學忠 | - 提議門檻：2,751 - 2月3日 送件（適用舊制） - 2月26日 審查通過  | - 連署門檻：27,501 - 連署期間：3月8日—5月6日 - 連署達38,087份（138%） - 5月6日 送件（38,087份） - 6月20日 罷免案成立                                                           | 7/26 第三階段投票 | 雲林拔釘                            | —                                                                   | 民主進步黨 + 民主補破網 + 反共護台 志工聯盟 |
| 花蓮縣選舉區 | 花蓮縣選舉區 | 傅崐萁 | - 提議門檻：1,938 - 2月3日 送件（適用舊制） - 2月26日 審查通過  | - 連署門檻：19,377 - 連署期間：3月6日—5月4日 - 連署達32,777份（169%） - 5月2日 送件（32,766份） - 6月20日 罷免案成立                                                           | 7/26 第三階段投票 | 微光花蓮 拔傅行動                   | —                                                                   | 民主進步黨 + 民主補破網 + 反共護台 志工聯盟 |
| 臺東縣選舉區 | 臺東縣選舉區 | 黃建賓 | - 提議門檻：1,154 - 2月3日 送件（適用舊制） - 2月26日 審查通過  | - 連署門檻：11,534 - 連署期間：3月4日—5月2日 - 連署達16,651份（144%） - 5月1日 送件（16,651份） - 6月20日 罷免案成立                                                           | 7/26 第三階段投票 | 挫賓行動                            | —                                                                   | 民主進步黨 + 民主補破網 + 反共護台 志工聯盟 |
| 金門縣選舉區 | 金門縣選舉區 | 陳玉珍 | - 提議門檻：1,247 - 尚未送件（適用新制） - 意向書達1,253份      | 連署門檻：12,467 | —                 | 珍重再見 （新制） 珍礙金門 （舊制） | —                                                                   | 民主進步黨 + 民主補破網 + 反共護台 志工聯盟 |
| 連江縣選舉區 | 連江縣選舉區 | 陳雪生 | - 提議門檻：117 - 尚未送件（適用新制） - 新制連署書達141份      | 連署門檻：1,164 | —                 | 馬祖 剷雪大隊                       | —                                                                   | 民主進步黨 + 民主補破網 + 反共護台 志工聯盟 |

#### 民主進步黨
針對民主進步黨籍立法委員發起的罷免連署共計提出22案。
在第一階段提議流程中，5案未送件，2案未補件，15案經補件後審核通過；共計15案進入連署。
在第二階段連署流程中，13案未送件，2案不受理；共計0案進入投票。
| 選舉區           | 選舉區           | 對象   | 第一階段提議 | 第二階段連署 | 罷免團體          | 罷免團體                             | 罷免團體                                                   |
| 選舉區           | 選舉區           | 對象   | 第一階段提議 | 第二階段連署 | 名稱              | 結盟                                 | 統籌組織                                                   |
| ---------------- | ---------------- | ------ | --- | --- | ----------------- | ------------------------------------ | ---------------------------------------------------------- |
| 臺 北 市         | 第一選舉區       | 吳思瑤 | - 提議門檻：2,672 - 2月8日 送件（適用舊制） - 2月26日 審查須補件 - 3月6日 補件 - 3月29日 審查通過                                                       | - 連署門檻：26,717 - 連署期間：4月9日—6月7日 - 連署達27,290份（102%） - 5月28日 更換領銜人不通過 - 6月7日 送件而不受理 （非領銜人送件且無領銜委託書） | 地動刪瑤          | 蟾蜍剋星 + 掃除綠衛兵                | 中國國民黨 + 台灣民眾黨 + 國民黨青年團 + 芭樂綠 （罷了綠） |
| 臺 北 市         | 第五選舉區       | 吳沛憶 | - 提議門檻：2,340 - 2月5日 送件A（適用舊制） - 2月6日 送件B（適用舊制） - 2月7日 審查A不受理 - 2月26日 審查B須補件 - 3月7日 補件B - 3月29日 審查B通過   | - 連署門檻：23,392 - 連署期間：4月9日—6月7日 - 連署達19,831份（84%） - 6月7日 送件而未達標（19,831份），罷免案不成立                                  | 憶事吳成          | 蟾蜍剋星 + 掃除綠衛兵                | 中國國民黨 + 台灣民眾黨 + 國民黨青年團 + 芭樂綠 （罷了綠） |
| 臺 北 市         | 第二選舉區       | 王世堅 | - 提議門檻：2,549 - 尚未送件（適用新制） - 2月12日 宣布停止罷免                                                                                         | 連署門檻：25,486 | 王牌殲滅者        | —                                    | 中國國民黨 + 國民黨青年團 + 芭樂綠 （罷了綠）              |
| 新 北 市         | 第三選舉區       | 李坤城 | - 提議門檻：2,658 - 2月7日 送件（適用舊制） - 2月26日 審查須補件 - 補件 - 4月2日 審查通過                                                               | - 連署期間：4月25日—6月23日 - 6月23日 未送件，罷免案不成立                                                                                            | 同步罷李          | —                                    | 中國國民黨 + 國民黨青年團 + 芭樂綠 （罷了綠）              |
| 新 北 市         | 第六選舉區       | 張宏陸 | - 提議門檻：2,221 - 2月6日 送件（適用舊制） - 2月26日 審查須補件 - 3月7日 補件 - 3月29日 審查通過                                                       | - 連署期間：4月10日—6月8日 - 6月8日 未送件，罷免案不成立                                                                                              | 走投無陸          | 板橋小蜜蜂 行動隊                    | 中國國民黨 + 國民黨青年團 + 芭樂綠 （罷了綠）              |
| 新 北 市         | 第五選舉區       | 蘇巧慧 | - 提議門檻：2,571 - 2月6日 送件（適用舊制） - 2月26日 審查須補件 - 3月7日 補件 - 3月29日 審查通過                                                       | - 連署期間：4月10日—6月8日 - 6月8日 未送件，罷免案不成立                                                                                              | 去怋除穢          | 新北大掃除                           | 中國國民黨 + 國民黨青年團 + 芭樂綠 （罷了綠）              |
| 新 北 市         | 第十選舉區       | 吳琪銘 | - 提議門檻：2,908 - 2月6日 送件A（適用舊制） - 2月10日 送件B（適用舊制） - 2月13日 審查A不受理 - 3月10日 審查B須補件 - 3月14日 補件B - 4月2日 審查B通過 | - 連署期間：4月10日—6月8日 - 6月8日 未送件，罷免案不成立                                                                                              | 死不銘目          | 新北大掃除                           | 中國國民黨 + 國民黨青年團 + 芭樂綠 （罷了綠）              |
| 宜蘭縣選舉區     | 宜蘭縣選舉區     | 陳俊宇 | - 提議門檻：3,653 - 2月19日 送件（適用舊制） - 3月13日 審查須補件 - 補件 - 4月14日 審查通過                                                             | - 連署期間：4月26日—6月24日 - 6月24日 未送件，罷免案不成立                                                                                            | 滿城封宇          | —                                    | 中國國民黨 + 國民黨青年團 + 芭樂綠 （罷了綠）              |
| 臺 中 市         | 第一選舉區       | 蔡其昌 | - 提議門檻：2,235 - 2月6日 送件（適用舊制） - 2月26日 審查須補件 - 3月11日 補件 - 3月29日 審查通過                                                      | - 連署期間：4月8日—6月6日 - 6月6日 未送件，罷免案不成立                                                                                               | 拔蔡尚勇 罷昌止亂 | 罷何拔蔡                             | 中國國民黨 + 國民黨青年團 + 芭樂綠 （罷了綠）              |
| 臺 中 市         | 第七選舉區       | 何欣純 | - 提議門檻：3,297 - 2月6日 送件（適用舊制） - 2月26日 審查須補件 - 3月12日 補件 - 3月29日 審查通過                                                      | - 連署期間：4月8日—6月6日 - 6月6日 未送件，罷免案不成立                                                                                               | 拔何行動 下架黑欣 | 罷何拔蔡                             | 中國國民黨 + 國民黨青年團 + 芭樂綠 （罷了綠）              |
| 雲 林 縣         | 第二選舉區       | 劉建國 | - 提議門檻：2,820 - 尚未送件 - 第一階段連署中（適用新制）                                                                                               | 連署門檻：28,199 | 罷免劉建國        | —                                    | 中國國民黨 + 國民黨青年團 + 芭樂綠 （罷了綠）              |
| 嘉義市選舉區     | 嘉義市選舉區     | 王美惠 | - 提議門檻：2,159 - 2月13日 送件（適用舊制） - 3月10日 審查須補件 - 3月22日 未補件，罷免案不成立                                                        | 連署門檻：21,588 | 愛嘉聯盟          | —                                    | 中國國民黨 + 國民黨青年團 + 芭樂綠 （罷了綠）              |
| 嘉 義 縣         | 第二選舉區       | 陳冠廷 | - 提議門檻：2,204 - 2月6日 送件（適用舊制） - 2月26日 審查須補件 - 3月8日 未補件，罷免案不成立                                                          | 連署門檻：22,031 | 罷免陳冠廷        | —                                    | 中國國民黨 + 國民黨青年團 + 芭樂綠 （罷了綠）              |
| 臺 南 市         | 第五選舉區       | 林俊憲 | - 提議門檻：2,657 - 2月7日 送件（適用舊制） - 2月26日 審查須補件 - 3月13日 補件 - 4月2日 審查通過                                                       | - 連署期間：4月12日—6月10日 - 6月10日 未送件，罷免案不成立                                                                                            | 罷免林俊憲        | —                                    | 中國國民黨 + 國民黨青年團 + 芭樂綠 （罷了綠）              |
| 臺 南 市         | 第六選舉區       | 王定宇 | - 提議門檻：2,604 - 2月7日 送件（適用舊制） - 2月26日 審查須補件 - 3月13日 補件 - 4月2日 審查通過                                                       | - 連署期間：4月12日—6月10日 - 6月10日 未送件，罷免案不成立                                                                                            | 退租罷王          | —                                    | 中國國民黨 + 國民黨青年團 + 芭樂綠 （罷了綠）              |
| 高 雄 市         | 第二選舉區       | 邱志偉 | - 提議門檻：2,604 - 尚未送件（適用新制） - 意向書收集中                                                                                                 | 連署門檻：26,341 | 拒絕 偉褻民主     | —                                    | 中國國民黨 + 國民黨青年團 + 芭樂綠 （罷了綠）              |
| 高 雄 市         | 第三選舉區       | 李柏毅 | - 提議門檻：3,145 - 尚未送件（適用新制） - 意向書收集中                                                                                                 | 連署門檻：31,446 | 拒絕夜店柏        | —                                    | 中國國民黨 + 國民黨青年團 + 芭樂綠 （罷了綠）              |
| 高 雄 市         | 第六選舉區       | 黃捷   | - 提議門檻：3,137 - 2月13日 送件（適用舊制） - 3月10日 審查須補件 - 3月17日 補件 - 4月11日 審查通過                                                     | - 連署期間：4月16日—6月14日 - 6月14日 未送件，罷免案不成立                                                                                            | 罷免黃捷          | 高雄雙罷劫 + 掃除綠衛兵 + 司法改革黨 | 中國國民黨 + 國民黨青年團 + 芭樂綠 （罷了綠）              |
| 高 雄 市         | 第七選舉區       | 許智傑 | - 提議門檻：2,936 - 2月13日 送件（適用舊制） - 3月10日 審查須補件 - 3月17日 補件 - 4月11日 審查通過                                                     | - 連署期間：4月16日—6月14日 - 6月14日 未送件，罷免案不成立                                                                                            | 罷免許智傑        | 高雄雙罷劫 + 掃除綠衛兵 + 司法改革黨 | 中國國民黨 + 國民黨青年團 + 芭樂綠 （罷了綠）              |
| 屏 東 縣         | 第一選舉區       | 鍾佳濱 | - 提議門檻：3,200 - 尚未送件（適用新制） - 徵求領銜人中                                                                                                 | 連署門檻：31,995 | 罷免鍾佳濱        | 掃除綠衛兵                           | 中國國民黨 + 國民黨青年團 + 芭樂綠 （罷了綠）              |
| 平地原住民選舉區 | 平地原住民選舉區 | 陳瑩   | - 提議門檻：2,101 - 2月6日 送件（適用舊制） - 2月26日 審查須補件 - 3月10日 補件 - 3月29日 審查通過                                                      | - 連署期間：4月2日—5月31日 - 5月31日 未送件，罷免案不成立                                                                                             | 歡瑩下台          | —                                    | 中國國民黨 + 國民黨青年團 + 芭樂綠 （罷了綠）              |
| 山地原住民選舉區 | 山地原住民選舉區 | 伍麗華 | - 提議門檻：2,282 - 2月6日 送件（適用舊制） - 2月26日 審查須補件 - 3月5日 補件 - 3月29日 審查通過                                                       | - 連署期間：4月2日—5月31日 - 5月31日 未送件，罷免案不成立                                                                                             | 刪伍成群          | —                                    | 中國國民黨 + 國民黨青年團 + 芭樂綠 （罷了綠）              |

### 縣市長
針對前台灣民眾黨籍、現為無黨籍縣市長（停職中）發起的罷免共1案，該案已通過提議及連署，將於7月26日舉辦投票。
| 選舉區   | 選舉區   | 對象   | 第一階段提議                                                   | 第二階段連署 | 第三階段投票 | 罷免團體                   | 罷免團體                                  | 罷免團體                                    |
| 選舉區   | 選舉區   | 對象   | 第一階段提議                                                   | 第二階段連署 | 第三階段投票 | 名稱                       | 結盟                                      | 統籌組織                                    |
| -------- | -------- | ------ | -------------------------------------------------------------- | --- | --- | -------------------------- | ----------------------------------------- | ------------------------------------------- |
| 新 竹 市 | 新 竹 市 | 高虹安 | - 提議門檻：3,508 - 2月3日 送件（適用舊制） - 2月26日 審查通過 | - 連署門檻：35,076 - 連署期間：3月6日—5月4日 - 連署達51,318份（146%） - 5月4日 送件（51,318份） - 6月20日 罷免案成立 | - 通過門檻：90,078並大於不同意 - 投票日期：7/26 - 同意票數：86,291 - 不同意票數：124,360 - 結果：否決 （同意票數未達門檻） | 罷免高虹安 ： 風城安心上路 | 新竹市 雙罷免行動 + 新竹罷風吹 大新竹罷免 | 民主補破網 + 反共護台 志工聯盟 + 民主進步黨 |

### 直轄市議員、縣市議員
針對民主進步黨籍直轄市議會、縣市議會議員發起的罷免共18案，針對親近該黨之無黨籍縣議會議員發起的罷免共1案（曾玟學），共計提出18案。
在第一階段提議流程中，8案未送件，2案審核通過，6案經補件後審核通過；共計8案進入連署。
在第二階段連署流程中，6案未送件，1案審核通過，1案審核不通過；共計1案進入投票。
在第三階段投票流程中，1案於7月13日舉行，結果為否決。
| 選舉區   | 選舉區                                             | 對象   | 第一階段提議                                                                        | 第二階段連署 | 第三階段投票 | 罷免團體                                  | 罷免團體            | 罷免團體                                      |
| 選舉區   | 選舉區                                             | 對象   | 第一階段提議                                                                        | 第二階段連署 | 第三階段投票 | 名稱                                      | 結盟                | 統籌組織                                      |
| -------- | -------------------------------------------------- | ------ | ----------------------------------------------------------------------------------- | --- | --- | ----------------------------------------- | ------------------- | --------------------------------------------- |
| 臺 北 市 | 第六選舉區 （大安、文山）                          | 簡舒培 | - 提議門檻：4,305 - 尚未送件（適用新制）                                            | 連署門檻：43,050 | — | 羅智強                                    | —                   | 中國國民黨 + 國民黨青年團 + 芭樂綠 （罷了綠） |
| 新 北 市 | 第八選舉區 第八選舉區（樹林 、鶯歌 、三峽 、土城） | 卓冠廷 | - 提議門檻： - 尚未送件（適用新制）                                                 | 連署門檻： | — | 新北拔冠                                  | —                   | 中國國民黨 + 國民黨青年團 + 芭樂綠 （罷了綠） |
| 新 北 市 | 第九選舉區 （新店、深坑 、石碇、坪林 、烏來）      | 陳乃瑜 | - 提議門檻：2,871 - 2月19日 送件（適用舊制） - 審查須補件 - 補件 - 4月12日 審查通過 | - 連署期間：4月23日—6月21日 - 6月21日 未送件，罷免案不成立 | — | 除瑜回收                                  | —                   | 中國國民黨 + 國民黨青年團 + 芭樂綠 （罷了綠） |
| 桃 園 市 | 第一選舉區 （桃園）                                | 黃瓊慧 | - 提議門檻：2,117 - 尚未送件（適用新制）                                            | 連署門檻：21,164 | — | 中國國民黨 桃園市黨部                     |                     | 中國國民黨 + 國民黨青年團 + 芭樂綠 （罷了綠） |
| 桃 園 市 | 第二選舉區 （龜山）                                | 李宗豪 | - 提議門檻：1,328 - 尚未送件（適用新制）                                            | 連署門檻：13,279 | — | 中國國民黨 桃園市黨部                     |                     | 中國國民黨 + 國民黨青年團 + 芭樂綠 （罷了綠） |
| 桃 園 市 | 第三選舉區 （八德）                                | 許家睿 | - 提議門檻：1,621 - 尚未送件（適用新制）                                            | 連署門檻：16,209 | — | 中國國民黨 桃園市黨部                     |                     | 中國國民黨 + 國民黨青年團 + 芭樂綠 （罷了綠） |
| 桃 園 市 | 第七選舉區 （中壢）                                | 黃崇真 | - 提議門檻：3,306 - 尚未送件（適用新制）                                            | 連署門檻：33,052 | — | 中國國民黨 桃園市黨部                     |                     | 中國國民黨 + 國民黨青年團 + 芭樂綠 （罷了綠） |
| 桃 園 市 | 第八選舉區 （平鎮）                                | 王珮毓 | - 提議門檻：1,768 - 尚未送件（適用新制）                                            | 連署門檻：17,672 | — | 中國國民黨 桃園市黨部                     |                     | 中國國民黨 + 國民黨青年團 + 芭樂綠 （罷了綠） |
| 桃 園 市 | 第九選舉區 （楊梅）                                | 鄭淑方 | - 提議門檻：1,380 - 尚未送件（適用新制）                                            | 連署門檻：13,796 | — | 中國國民黨 桃園市黨部                     |                     | 中國國民黨 + 國民黨青年團 + 芭樂綠 （罷了綠） |
| 基 隆 市 | 第二選舉區 （信義）                                | 陳宜   | - 提議門檻：449 - 尚未送件（適用新制）                                              | 連署門檻：4,483 | — | 中國國民黨 基隆市黨部 + 基隆公共 事務學會 | 基隆反惡罷 行動總部 | 中國國民黨 + 國民黨青年團 + 芭樂綠 （罷了綠） |
| 基 隆 市 | 第四選舉區 （中山）                                | 施偉政 | - 提議門檻：390 - 尚未送件（適用新制）                                              | 連署門檻：3,900 | — | 中國國民黨 基隆市黨部 + 基隆公共 事務學會 | 基隆反惡罷 行動總部 | 中國國民黨 + 國民黨青年團 + 芭樂綠 （罷了綠） |
| 基 隆 市 | 第三選舉區 （仁愛）                                | 鄭文婷 | - 提議門檻：337 - 2月19日 送件（適用舊制） - 審查須補件 - 補件 - 4月14日 審查通過   | - 連署期間：4月25日—6月3日 - 6月3日 未送件，罷免案不成立 | — | 中國國民黨 基隆市黨部 + 基隆公共 事務學會 | 基隆反惡罷 行動總部 | 中國國民黨 + 國民黨青年團 + 芭樂綠 （罷了綠） |
| 基 隆 市 | 第五選舉區 （安樂）                                | 張之豪 | - 提議門檻：670 - 2月19日 送件（適用舊制） - 審查須補件 - 補件 - 4月14日 審查通過   | - 連署期間：4月25日—6月3日 - 6月3日 未送件，罷免案不成立 | — | 中國國民黨 基隆市黨部 + 基隆公共 事務學會 | 基隆反惡罷 行動總部 | 中國國民黨 + 國民黨青年團 + 芭樂綠 （罷了綠） |
| 苗 栗 縣 | 第一選舉區 （苗栗、公館 、頭屋）                   | 徐筱菁 | - 提議門檻：1,060 - 2月19日 送件（適用舊制） - 審查須補件 - 補件 - 審查通過         | - 連署期間：4月24日—6月2日 - 6月2日 未送件，罷免案不成立 | — | —                                         | —                   | 中國國民黨 + 國民黨青年團 + 芭樂綠 （罷了綠） |
| 苗 栗 縣 | 第五選舉區 （頭份、南 、三灣）                     | 曾玟學 | - 提議門檻：944 - 2月19日 送件（適用舊制） - 審查須補件 - 補件 - 審查通過           | - 連署期間：4月24日—6月2日 - 6月2日 未送件，罷免案不成立 | — | —                                         | —                   | 中國國民黨 + 國民黨青年團 + 芭樂綠 （罷了綠） |
| 苗 栗 縣 | 第六選舉區 （大湖、獅潭 、卓蘭、泰安）             | 陳春暖 | - 提議門檻：301 - 2月19日 送件（適用舊制） - 審查須補件 - 補件 - 審查通過           | - 連署期間：4月24日—6月2日 - 6月2日 未送件，罷免案不成立 | — | —                                         | —                   | 中國國民黨 + 國民黨青年團 + 芭樂綠 （罷了綠） |
| 南 投 縣 | 第二選舉區 （草屯、中寮）                          | 蔡銘軒 | - 提議門檻：926 - 2月6日 送件（適用舊制） - 2月26日 審查通過                        | - 連署門檻：9,259 - 連署期間：3月6日—4月14日 - 連署9,761份（103%） - 4月14日 送件（9,761份） - 審查須補件 - 5月16日 補件（2,507份） - 5月23日 連署書不足，罷免案不成立 | — | —                                         | —                   | 中國國民黨 + 國民黨青年團 + 芭樂綠 （罷了綠） |
| 南 投 縣 | 第四選舉區 （竹山、鹿谷）                          | 陳玉鈴 | - 提議門檻：589 - 2月6日 送件（適用舊制） - 2月26日 審查通過                        | - 連署門檻：5,885 - 連署期間：3月6日—4月14日 - 連署8,387份（145%） - 4月14日 送件（8,387份） - 5月14日 罷免案成立                                                      | - 通過門檻：14,302並大於不同意 - 投票日期：7月13日 - 同意票數：12,160 - 不同意票數：5,867 - 結果：否決 （同意票數未達門檻） | —                                         | —                   |                                               |

## 各方反應

### 民主進步黨

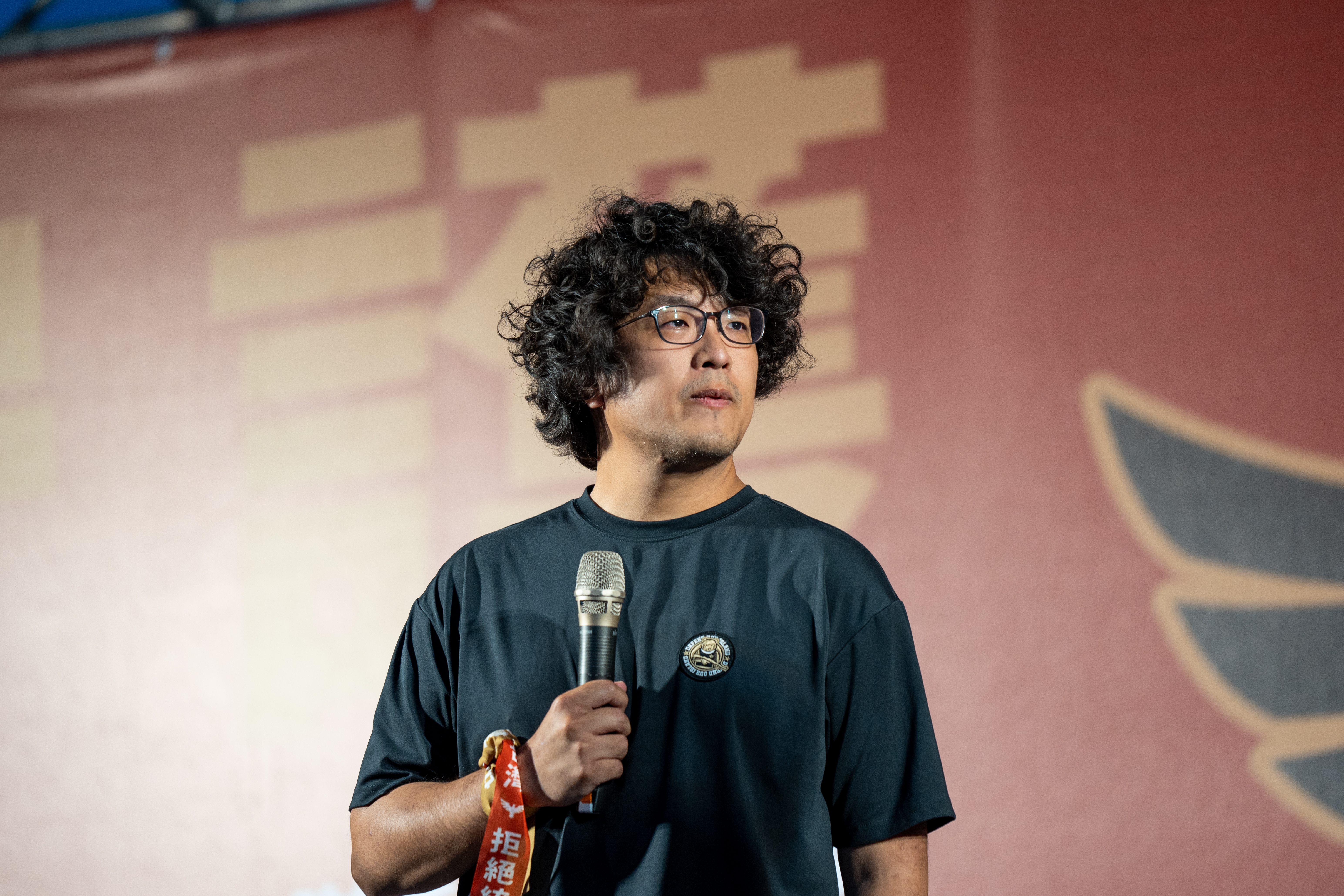
民進黨不分區立委沈伯洋參加「拒絕統戰，守護台灣」大會

民進黨籍行政院政務委員陳時中稱罷免為助臺灣政治撥亂反正之行動，於2月1日起應即開展。
2月4日，民進黨不分區立委沈伯洋稱，公民團體會需要更多資源，呼籲黨中央適時「動起來」幫忙論述、舉辦講座，別讓公民團體孤軍奮戰。之後又稱為避免補件而需要收至130%的安全門檻，若需補件可能會與國民黨、民眾黨發起的公投撞期，屆時討論議題會被模糊。
總統暨民進黨主席賴清德於黨內中常會上稱，罷免合乎民主憲政體制，故尊重公民團體自主發起的行動；同時亦理解黨內立委於立法院處劣勢受制於人的感受，但憲法賦予憲政機關行使救濟權利，立法議事程序外尚有憲政程序可用。 2025年6月，賴清德於民主進步黨全國代表大會表示「公民自主發起大罷免，民進黨必須與公民同行」，強調執政黨應全力投入、承擔守護國家的責任。
民進黨團幹事長吳思瑤受訪時稱罷免是憲法賦予人民的權利，「沒有人能夠主導、也沒有人能夠阻擋」。 吳思瑤所屬選區的第二階段罷免連署以失敗告終後，吳轉赴其他選區呼籲選民支持罷免國民黨立委。

### 中國國民黨

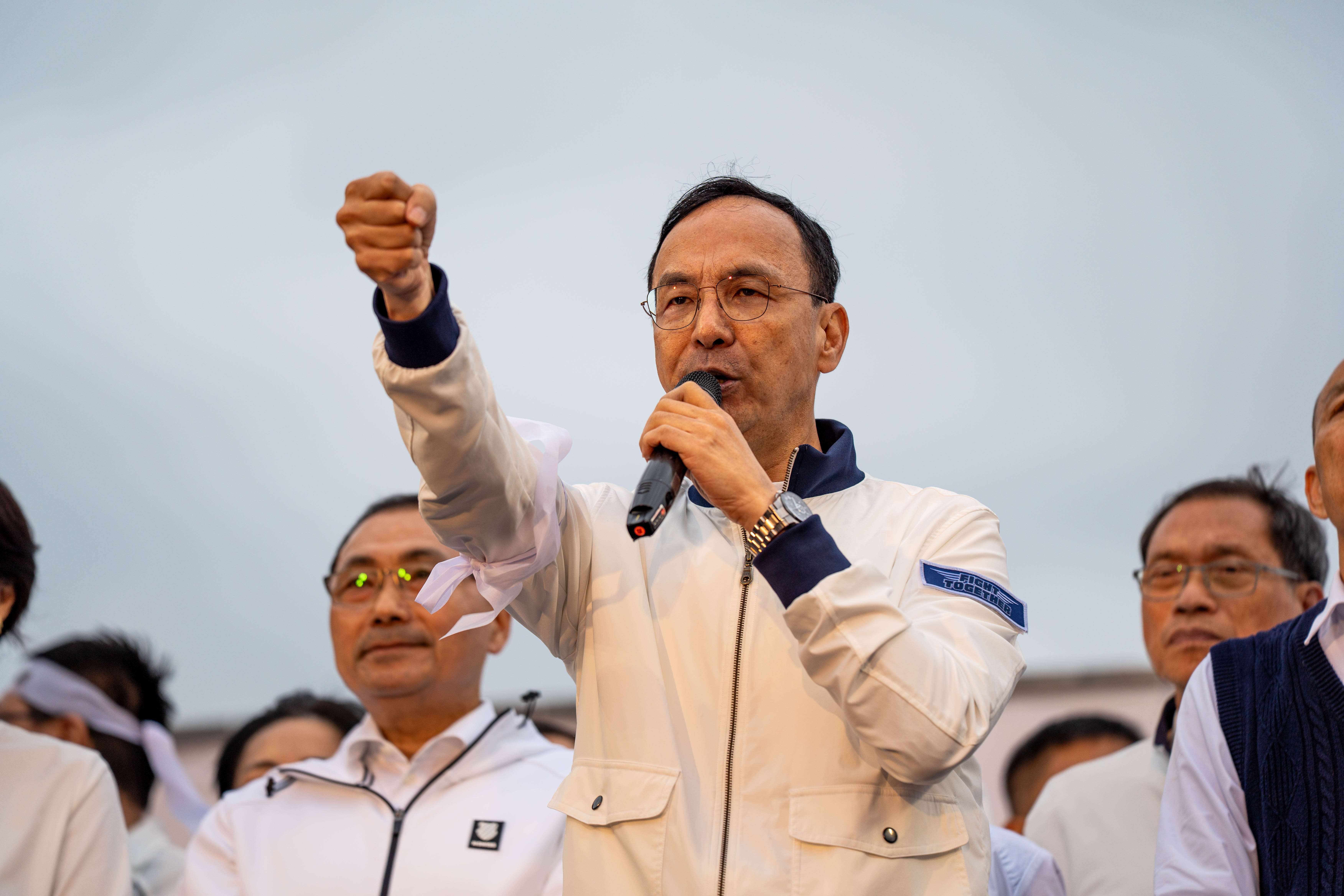
中國國民黨主席朱立倫參加「反綠共，戰獨裁」活動

國民黨官方聲明稱納稅錢可能被浪費在毫無實質意義的政治鬥爭上，呼籲民進黨停止對立、回歸理性。
國民黨立委王鴻薇回應稱，民進黨早在2024上半年立委就職未滿一年時就已經開始籌備大罷免潮，罷免基隆市長謝國樑只是試金石，面對民進黨來勢洶洶的大罷免潮，國民黨絕對正面迎戰，直球對決，不會退縮。
在台北市偽造連署案羈押庭中，台北市黨部總幹事姚富文認為罷免藍委提議是「偷跑」。
中選會在6月20日公布首波罷免投票日後，國民黨副發言人康晉瑜質疑中選會定在7月26日投票是偏向民進黨、不中立。

### 台灣民眾黨

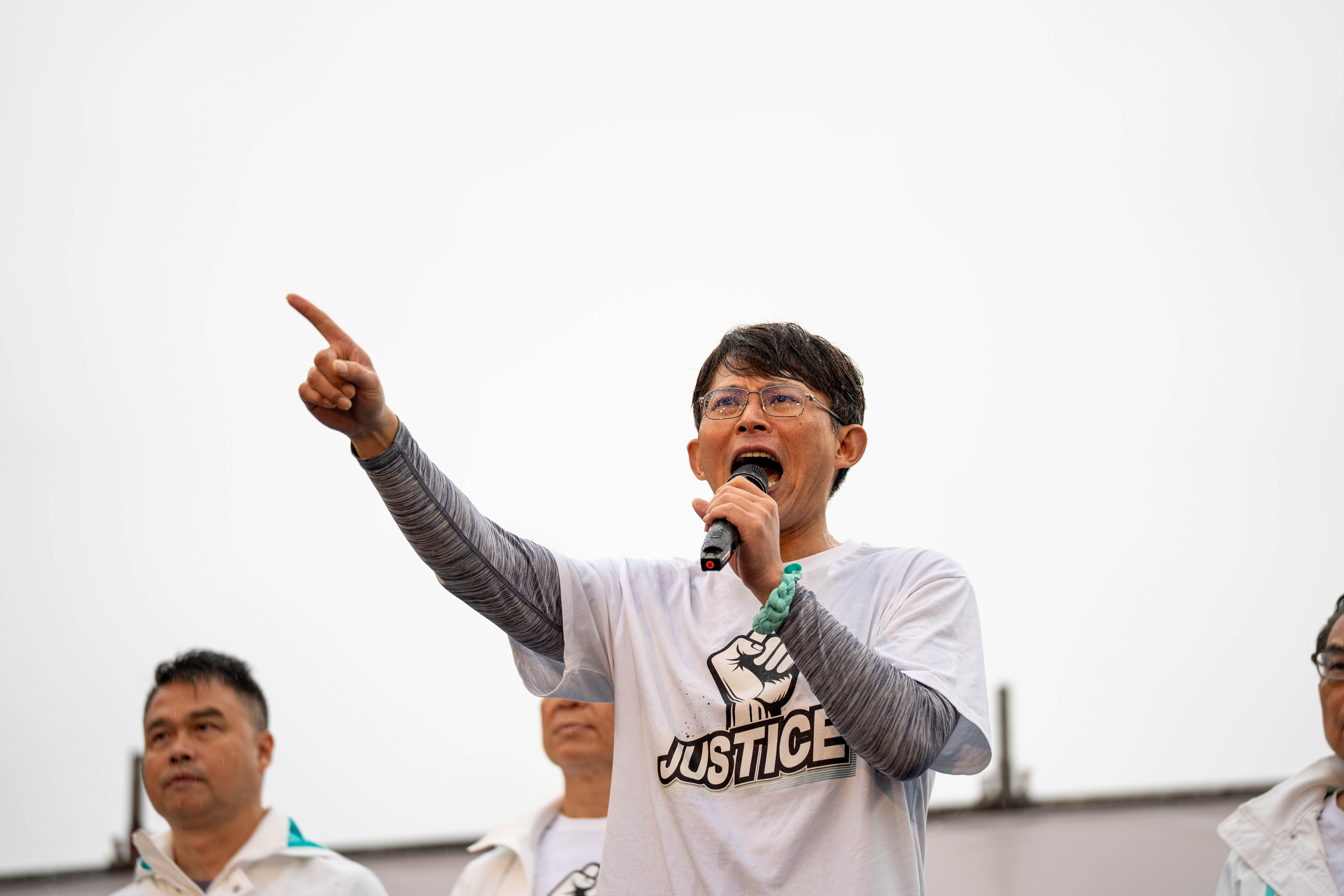
台灣民眾黨主席黃國昌參加「反綠共，戰獨裁」活動

黨主席暨立法委員黃國昌起先對大罷免潮持反對態度，在1月時質疑陳時中喊大罷免是政治鬥爭，要求行政院長卓榮泰立即撤換。而後，他稱若民進黨主席、總統賴清德不願停下大罷免，那民眾黨將會反制。
2月，黃國昌發動「掃除綠衛兵」行動並招募志工，並號召志工舉辦「掃除綠衛兵」反制綠營大罷免誓師大會。「護民主反威權」掃除綠衛兵誓師大會訴求「國政荒蕪、罷免雙吳」、「拒絕黨憶、反對造瑤」，與中國國民黨合作罷免民進黨立委吳思瑤、吳沛憶。
2025年黨主席補選期間，候選人蔡壁如曾於臉書貼文，表示為了避免重蹈2024年分裂覆轍；當選後將以黨主席的身份，主動邀請國會其他兩黨領袖坐下來，共同進行「大和解咖啡2.0」對話，提前化解可能爆發的朝野對立與大罷免浪潮。唯蔡壁如並未當選黨主席。
該黨副祕書長許甫、黨團主任陳智菡為立委吳思瑤選區之選民，二人簽下罷免連署書。
就民進黨秘書長林右昌在4月29日否認大罷免為民進黨主導，民眾黨批評「真的是在挑戰台灣人民的智商」。
在前民眾黨主席柯文哲向台北高等行政法院聲請以「在監投票」、「戒護投票」或「通訊投票」行使投票權的假處分被駁回後，時任民眾黨主席黃國昌和柯文哲妻子陳佩琪於罷免投票前夕，呼籲民眾黨支持者要為柯文哲投下不同意罷免票。

### 其他政黨
- 台灣基進、台灣綠黨、時代力量、小民參政歐巴桑聯盟4個本土派政黨於中國國民黨中央黨部前召開記者會，宣布他們也將投入罷免國民黨立委之行列，並由各黨代表共同簽署「罷免中國國民黨立委連署書」。[241]
- 台灣基進2025年1月23日召開「全台大罷免潮！台灣基進不缺席」記者會，宣布將全黨投入罷免宣傳與協助連署的行動[242][243]。
- 時代力量官方聲明稱，過去一年來國會的亂象所有國人都看在眼裡。藍、白兩黨在國民黨團總召傅崐萁、民眾黨團總召黃國昌主導之下，頻頻爆衝立法、癱瘓憲法法庭、濫刪總預算，造成極大的憲政衝突。當行政、立法兩權無法再透過體制內的機制解決紛爭，公民在此刻跳出來行使罷免權，就是用憲法給予的權利、用直接民主的方式，介入解決此刻的憲政僵局。[244]黨主席王婉諭稱支持人民直接行使罷免民權，將投入適當資源協助罷免新竹縣藍委林思銘，痛批他這次在總預算案中表現出不適任，因此也會投入罷免連署站當義工[245]。
- 台灣團結聯盟聲明，泛藍人士惡意罷免民進黨立委，宣布與民進黨一同「反惡罷」挺身支援本土立委，並呼籲應修正選制。[246][247]
- 司法改革黨在高雄设置罷免民進黨立委黃捷的联署站[248]。

### 民間

#### 支持意見

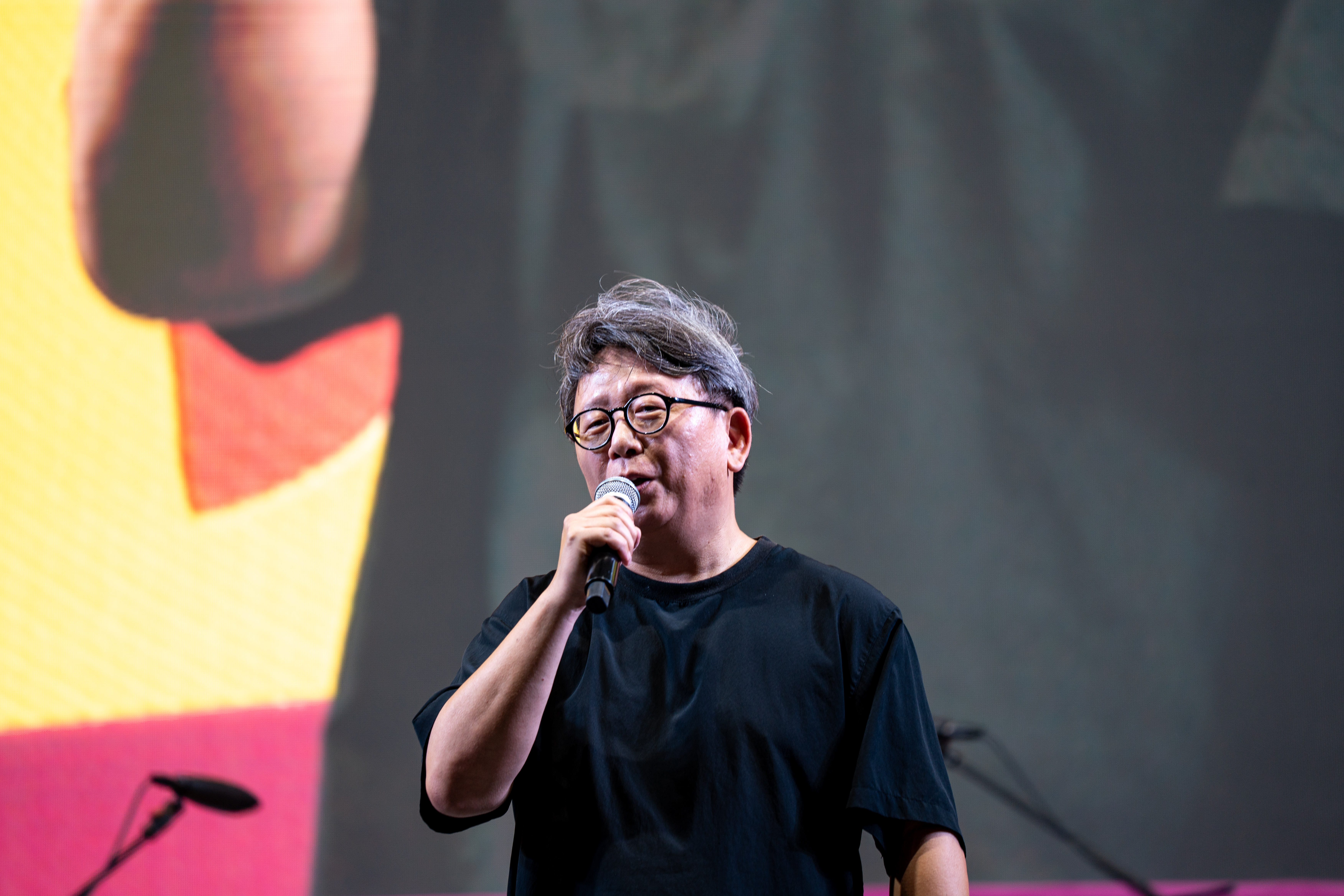
楊力州

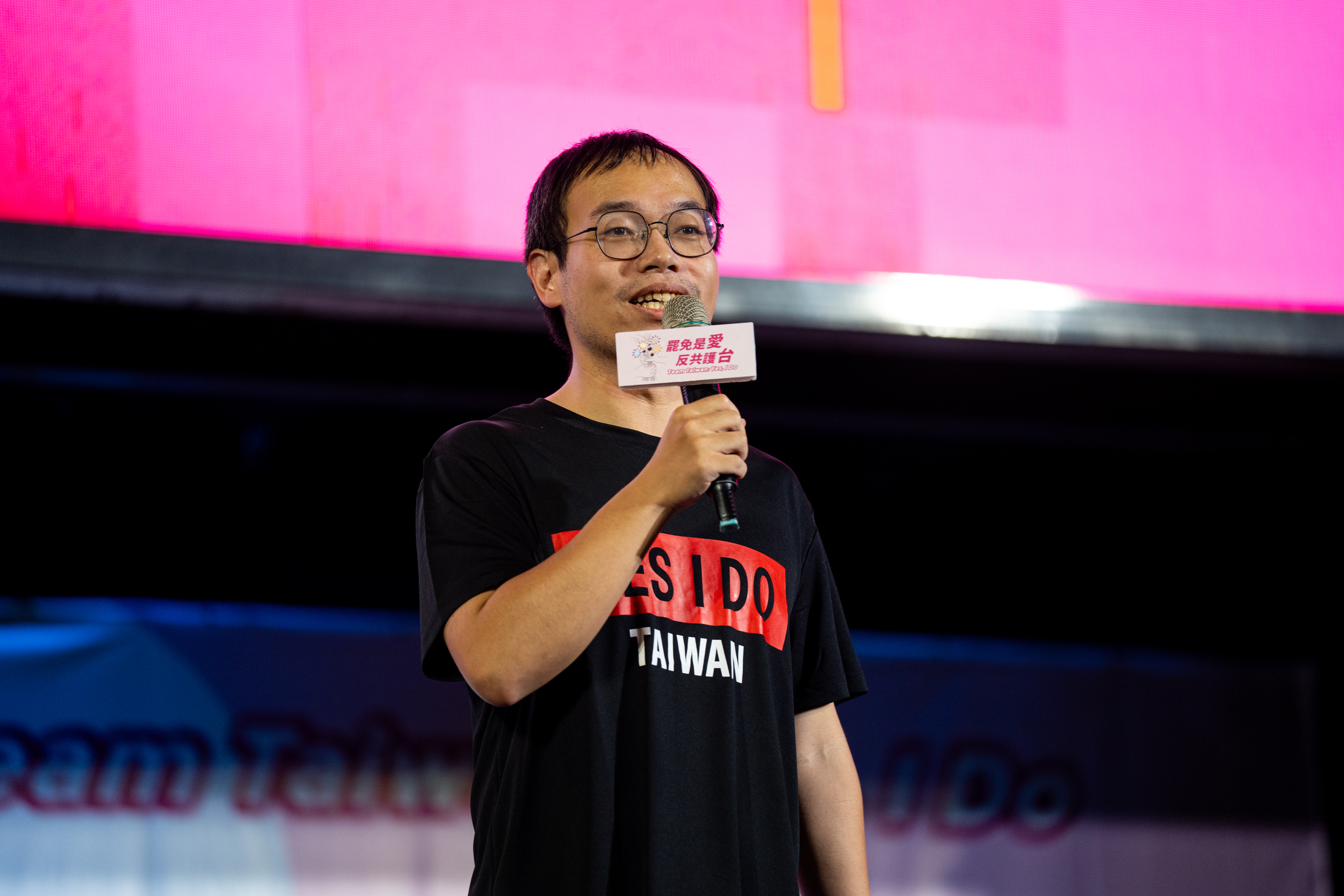
朱宥勳

導演、作家、歌手等文化界人物出面聲援罷免，他們因國民黨立委陳玉珍對文化界一句「丟掉那隻要飯的碗」而發起聲援。導演陳世杰、楊力州拍攝罷免紀錄片，在3、4月時以「Taiwan Action影片計畫」利用廣告、紀錄片等方式呼籲大家一同罷免。
2025年2月7日自由時報社論稱中华人民共和国官媒轉載廈門台商反對大罷免言論，説明中共介入台灣政治。
吳明益、顏擇雅、楊双子、九把刀、苦苓、平路、藤井樹、廖玉蕙、江鵝、朱宥勳、陳思宏、黃崇凱、柏森、馬世芳等201名臺灣作家聲明，支持大罷免以反對不適任立委粗暴地摧毀臺灣文學。而後楊双子在大部分罷免連署進入第二階段後再次串連，該次共有超過1000位作家加入，被認為是台灣文學界的紀錄。
歌手朱約信於3月在新北市舉辦反共音樂會。而在大港開唱跟臺灣祭兩場音樂節中，都有表演者於台上呼籲守護台灣、趕緊簽下罷免連署。
3月2日，前氣象主播李富城現身罷免攤位力挺罷免吳思瑤。
4月27日，中國大陸異議人士袁紅冰認為大罷免是一次「台灣公民反制中共統戰陰謀的很偉大的民主運動」，並預估至少會有20多位立委進入第三階段的罷免程序、最終導致有15個人左右會被罷免。袁稱中共福建台辦提交的文件認為「反共護台為核心的這股力量如果當選立法委員，會打亂中共統一台灣的戰略節奏，因此將會要著重分化民進黨和公民團體的關係，並提出在大罷免進入第三階段開始，要動用各種宣傳手段從人格上摧毀他們，像是聯電創辦人曹興誠、網紅八炯和閩南狼（陳柏源）等人。」
7月，前全聯實業總裁徐重仁表態支持罷免；和碩聯合科技董事長童子賢聲援罷免傅崐萁。

#### 反對意見

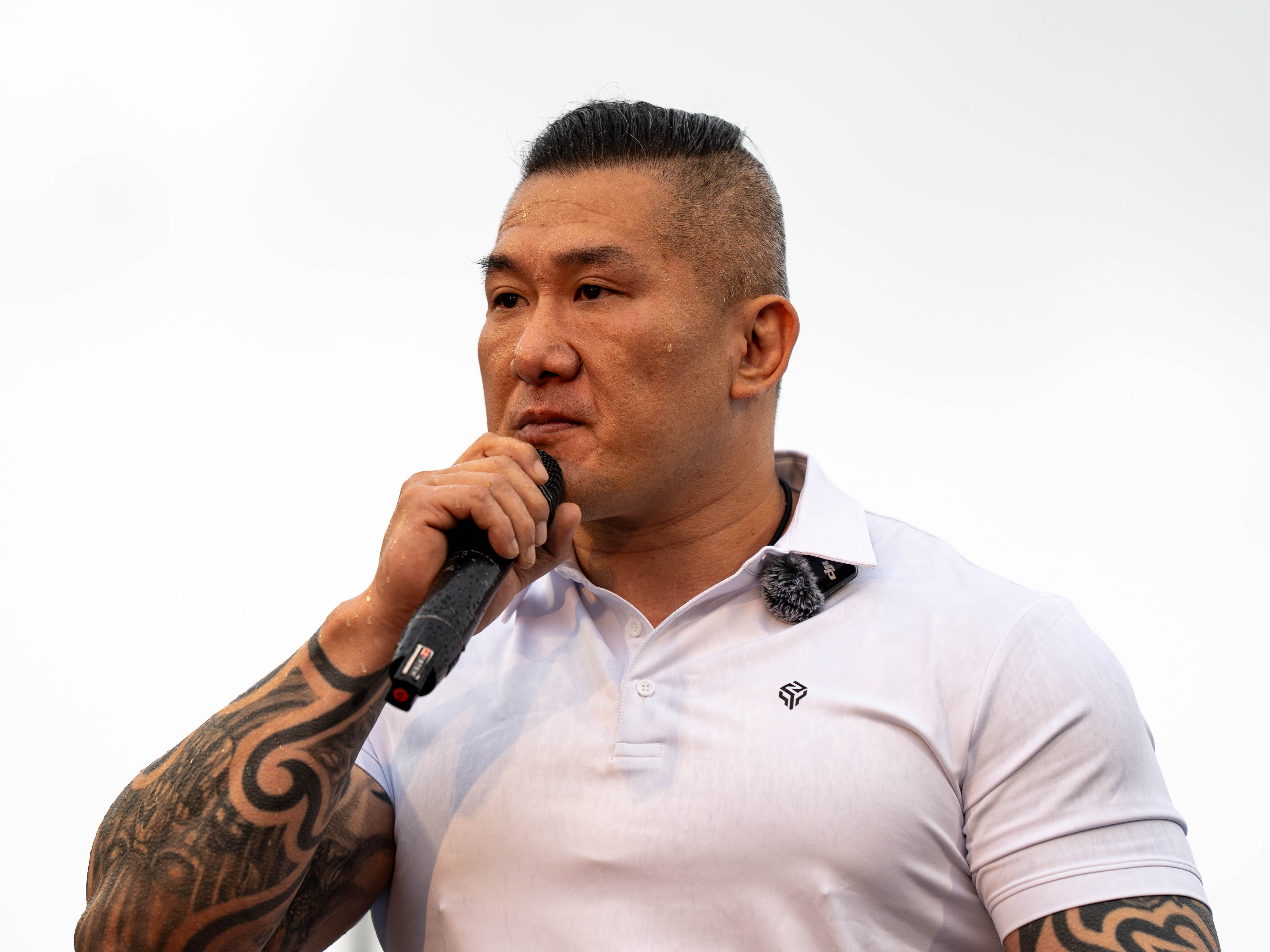
陳之漢

7月，歌手羅大佑表態：「賴皮罷免，要大破功才行。」歌手楊弦則編寫「4分之1的荒謬」歌曲力挺反罷免。
7月20日，民眾黨號召支持者前往民進黨中央黨部外舉行「民主起義！反罷要贏 台灣要贏」活動，網紅「丁特」透過自錄影片支持活動。同日，網紅陳之漢出席新竹反罷免宣講，力挺面臨罷免的新竹市長高虹安與國民黨立委鄭正鈐。
醫界方面，胸腔內科醫師蘇一峰表示「這次大罷免看來就是大失敗」，精神科醫師蘇偉碩則在個人社群平台聲援反罷免，醫師沈政男認為即使罷免通過，也可提起罷免通過無效之訴。
網紅陳沂表示自己本來不想投票，但現在是「支持反罷免」。

#### 其他意見

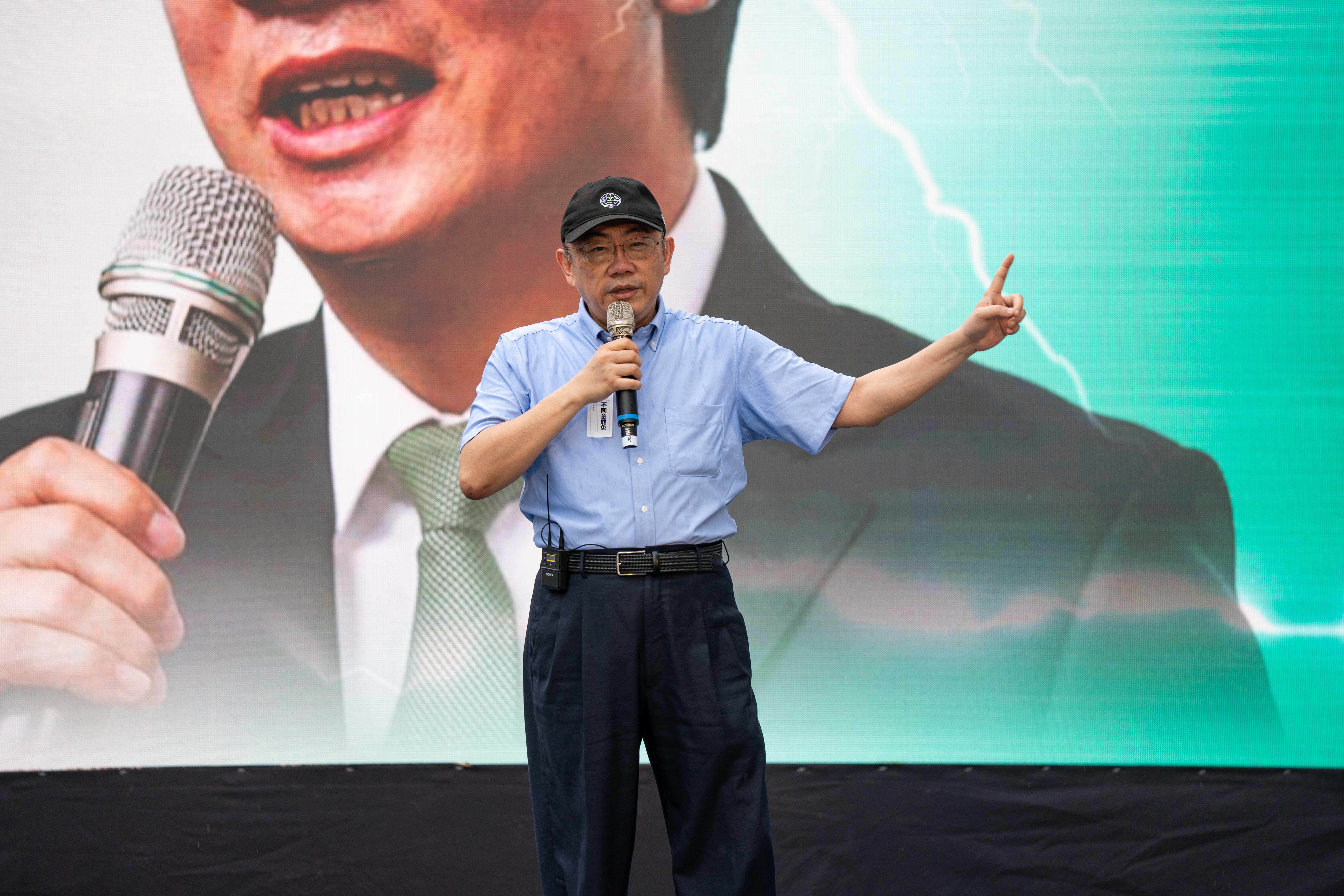
郭正亮

前立委郭正亮认为，國民黨應不应奢求「以和為貴」，而应當「以戰制戰」，以2026年九合一大選為目標做罷免反制的佈局。他表示民眾黨雖不會被罷免，但黨主席黃國昌已定調大罷免是總統賴清德的責任，因此一定會出手協助罷免幾位綠委。

### 两岸和国际

#### 中国大陆
4月30日，中国大陆的中共中央臺办（国臺办）发言人朱凤莲表示，賴清德上台以來頑固堅持台獨立場，升高兩岸對立，對內大規模大肆打壓異己，妄圖通過獨裁大搞台獨，嚴重違背歷史潮流與島內主流民意，註定失敗，希望台灣民眾反對台獨分裂和「綠色恐怖」。在7月26日大罷免25案皆未通過後，国台办发言人陈斌华表示，大罢免是民进党为实现“一党独大”而搞的政治操弄，此次大罷免暴露出其“假民主、真独裁”的虚伪面目。
中華人民共和國官媒發布多則文章批評民進黨政府，《路透社》等媒体认为此举是透過宣傳支持中國國民黨。

#### 新加坡
新加坡前總統候選人陳欽亮針對此現象，對比了中華人民共和國的體制，指出：「在中國大陸，立法機構並未設立議員罷免制度，因為全國人大代表的選舉制度與之不同，其設計旨在確保政治穩定與政策的一致性。」

## 偽造連署
大罷免期间，双方均指控對方在连署中造假。
部分罢團盜用含亡者在內的公民連署，此舉俗稱「幽靈人口」、「死亡連署」。此行为可能同時觸犯數條刑事法律：偽造文書（《刑法》第210、214、216條）、未經同意利用個人資料罪（《個人資料保護法》第20條第1項、第41條），分別得處五年以下有期徒刑。在選罷法修正條文實施（2025年2月20日）後進行的偽造連署行為，還可能因違反選罷法新修訂的98條之2而被處以五年以下有期徒刑、拘役或易科罰金。

### 罢免泛蓝阵营
罢免泛蓝阵营有以下伪造连署之案件和指控。
- 基隆市：4月21日，中選會告發林沛祥罷免案有116件提議書涉偽造，檢調後以證人身分約談罷免林沛祥之領銜人[278]。
- 南投县：7月1日，因出現「死亡連署」，南投立委游顥罷免團體之領銜人被檢調帶回訊問，訊後無保請回並限制住居。[279]
- 臺北市：6月25日，陳玉珍對罷免台北市藍委王鴻薇、李彥秀、羅智強、徐巧芯、賴士葆的團體提告涉嫌偽造文書[280]，指控罷團一階及二階重複連署，「灌水率」達九成[281]。尹立指本人親簽並沒有偽造文書問題，而且罷團不知道選委會一階剔除名單，所以會叫支持者一階簽過二階也要回來簽，國民黨自己推的罷免也是這樣，批評國民黨搞烏賊戰[282]。罷團也指如果二階連署書跟一階提案人重複會被判定無效，而不是偽造文書。而且這些重複連署被判定無效剔除後，罷團的連署書數目還是高標過關[281]。

### 罢免泛绿阵营
6月20日，民進黨發言人指國民黨涉嫌偽造超過一萬份連署書。
截至7月11日，罷免泛綠陣營被各地檢方指控偽造罷免提議書共20,711份。（王定宇案1,679份、林俊憲案1,934份、吳沛憶案2,537份、吳思瑤案2,674份、陳俊宇案約4,000份、張宏陸案781份、李坤城案956份、蘇巧慧案829份、蔡其昌案1,720份、何欣純案2,538份、鄭文婷案380份、張之豪案683份）
罢免泛绿阵营有以下伪造连署之案件和指控。

#### 基隆市
4月29日，國民黨基隆市黨部也因罷免鄭文婷、張之豪之連署書出現偽造而被檢調搜索，並約談兩罷免案之領銜人張金發、游正義以及基隆市政府民政處長張淵翔等人。30日，張淵翔在約談中坦承偽造文書、違反《個資法》，並在微信群組中使用戶政系統查詢個人資料協助罷免。而後該案牽連到基隆市戶政事務所人員。。張金發、紀文荃被羈押禁見。
5月6日，基隆地檢署檢察官因掌握新事證，約談張淵翔並向基隆地院聲押，法院裁定羈押禁見。
5月21日，罷免張之豪領銜人被聲請羈押禁見並被獲准。
7月11日，基隆地檢署偵結起訴，以違反個資法、選罷法、刑法偽造文書等罪起訴吳國勝、張淵翔、游正義、紀文荃等7人，另有8人給予緩起訴處分。基隆地檢署指控被告偽造罷免鄭文婷提議書380份，罷免張之豪提議書683份；張淵翔等人更被控違法使用戶政系統協助抄寫提議書。同日，基隆地方法院裁定四位在押被告交保並限制住居。

#### 台北市

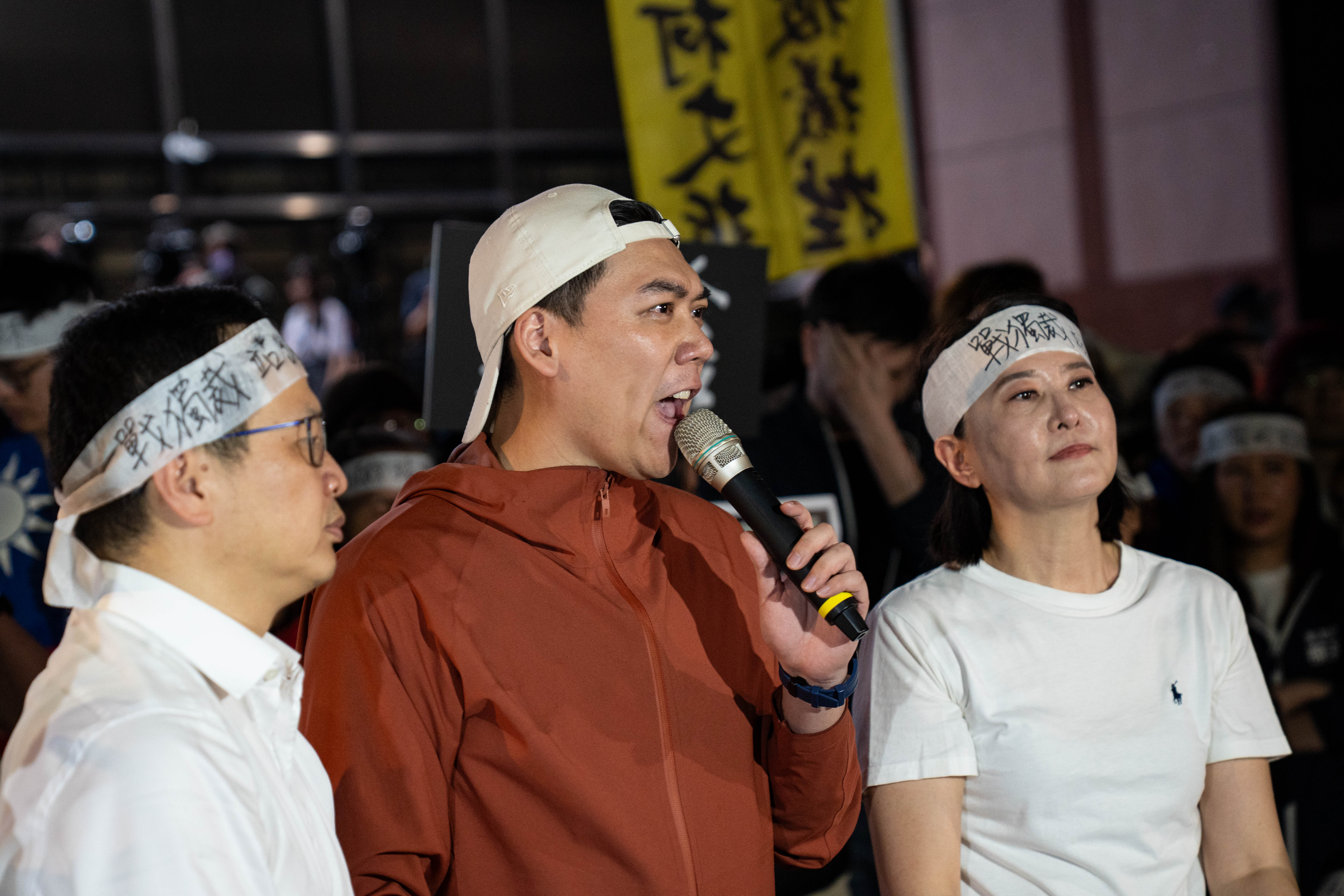
賴苡任

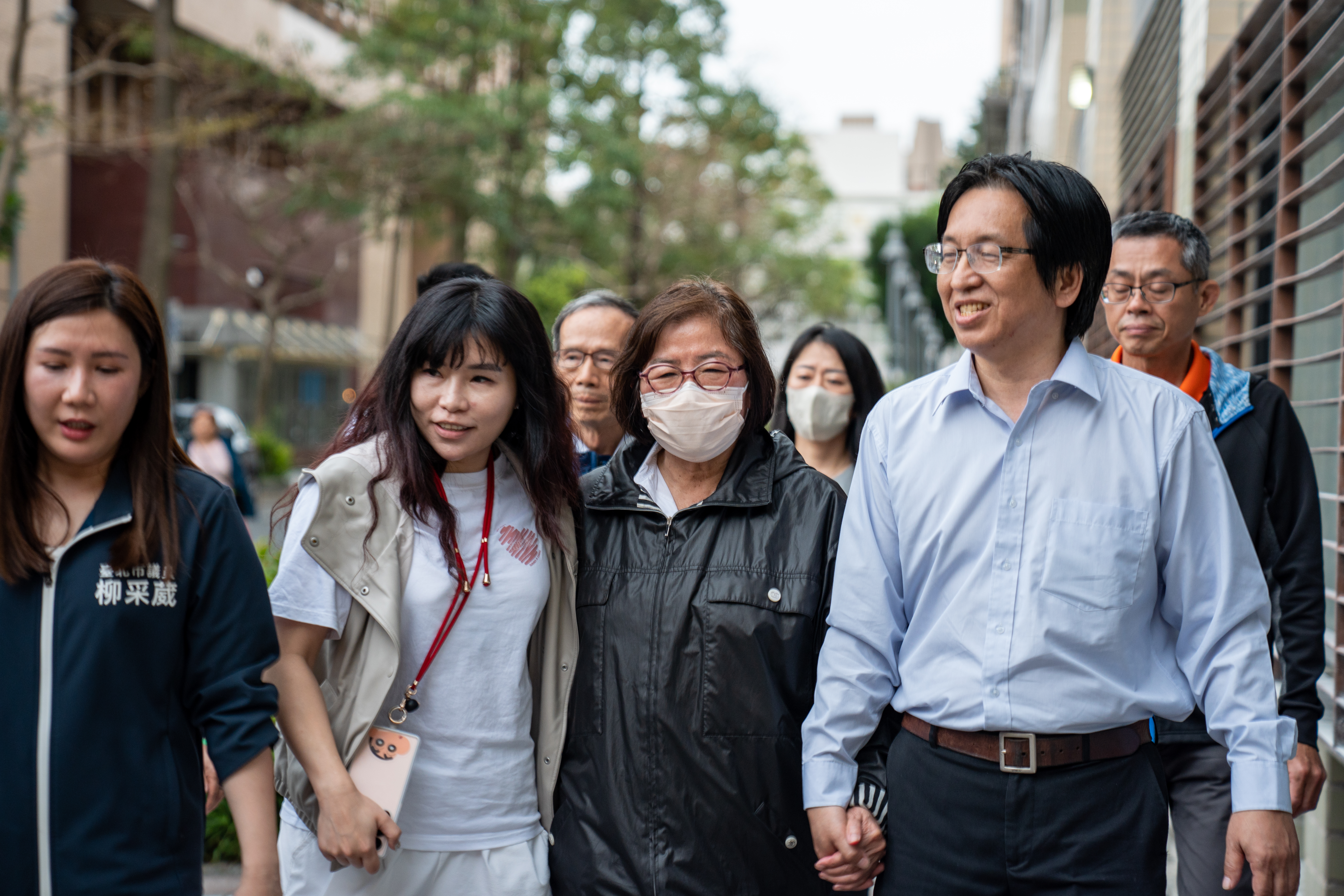
中國國民黨臺北市黨部主任委員黃呂錦茹（前排左數第三位）

罷免吳沛憶領銜人李孝亮的母親指控，國民黨高層要求完全未參與連署的李孝亮作為領銜人，提交抄襲的連署名冊，並放任其承擔所有法律責任。同黨議員鍾小平指控，國民黨青工會提供名冊用以抄寫罷免吳沛憶的連署，青工會稱並無此事。4月14日，臺北地檢署分析相關連署書，並且訊問部分提議人之後，確認有冒名提議的情形，並以被告身分約談及搜索李孝亮、罷免吳思瑤領銜人張克晉、「罷吳四騎士」賴苡任、滿志剛、劉思吟、陳冠安等人。4月17日，台北地檢署搜索國民黨台北市黨部，並約談主委黃呂錦茹等4人。晚間四名幹部移送至北檢複訊，在偵訊後於隔日清晨聲押4人。19日，台北地院裁定初文卿、姚富文羈押禁見，黃呂錦茹、曾繁川無保請回。北檢抗告成功後，北院於25日裁定黃呂錦茹羈押禁見。
由臺灣民眾黨發起的「掃除綠衛兵」行動於罷免吳思瑤連署站中，意外被直播到有人代簽連署書。而在場的民眾黨代表楊曄聽後未制止。東吳大學法學院特聘教授張嘉尹表示有「偽造文書」與「妨害罷免」問題。事後行動發言人回應，該連署書已經剔除，會加強親簽連署書宣導。
4月30日，罷免吳思瑤領銜人張克晉宣布不再擔任領銜人，後該罷團更換領銜人失敗，領銜人仍為張克晉。賴苡任受訪時稱，張克晉退出是因為國民黨涉嫌偽造2張張克晉已逝母親的連署書。
6月16日，台北地檢署偵結起訴，以違反個資法、刑法偽造文書等罪起訴黃呂錦茹、賴苡任等5人；滿志剛、劉思吟等18人緩起訴；李孝亮、張克晉、張斯綱、陳冠安等9人不起訴。另外，北檢指出吳沛憶罷免案的偽造比率為96.2%；吳思瑤罷免案的偽造比率為94.18%。

#### 新北市
蘇巧慧指控中國國民黨抄黨員名冊進行罷免連署，才能在參與者稀少的前提下，短短數日內就提交數千份連署書。蘇巧慧稱，一名前國民黨員未連署罷免，卻收到新北市選舉委員會的抽樣調查，詢問其是否參與連署。此外罷免蘇巧慧、李坤城與張宏陸的提議人名冊上還有達上百名死者。對此罷免李坤城的團隊在聯合報採訪請求回應時回覆「很有可能是民進黨執政天怒人怨，死人都還魂出來連署」。
4月15日，新北地檢署就幽靈連署案調查20多人，次日將國民黨板橋區黨部主任謝慶認、提議罷免立委蘇巧慧領銜人譚鎮耀等6人聲押禁見。4月29日，新北市黨部書記長陳貞容被羈押禁見。
檢方在6月時起訴國民黨新北市黨部內31人，並指控陳貞容在黨中央要求下以金錢指使黨工偽造罷免蘇巧慧、李坤城與張宏陸的連署書。
6月24日，台北地檢署就四叉貓按鈴提告罷免陳乃瑜連署書疑偽造文書約談9人、搜索7處地點。次日將羅明才新店服務處主任繆維蕙、助理劉時郡2人聲押禁見。

#### 其他县市
- 臺中市：6月27日，國民黨台中市黨部書記長、總幹事和黨工等34人因偽造4258份連署書，被台中地檢署依涉嫌偽造文書以及違反《個資法》起訴；另有4人被依涉嫌違反《選罷法》起訴。[310][311]34名被告皆在8月18日第一次開庭時認罪。[312]
- 宜蘭縣：罷免陳俊宇案因出現「死亡連署」、偽造連署，檢調在4月24日搜索國民黨宜蘭縣黨部。黨部內幹部與前書記長承認偽造文書，後被羈押[313]。5月21日，檢調再次搜索黨部，並約談包括主委林明昌內多人[314]，林明昌後以80萬元交保[315]。林明昌等12人在6月19日被依違反《個人資料保護法》、《刑法》偽造私文書罪嫌起訴。[316]
- 嘉義市：罷免嘉義市立委王美惠之團體「愛嘉聯盟」，被指控使用亡者個資連署，涉嫌偽造文書、違反《個人資料保護法》。面對造假指控，罷免案領銜人陳志全公開致歉，並宣布停止罷免。[317][318]
- 嘉義縣：罷免嘉義縣立委陳冠廷之徐姓領銜人稱，他曾拒絕國民黨邀請擔任領銜人，但他與妻子卻被冒名擔任正副領銜人。他也稱未曾碰過連署書也未提交至中選會，他將放棄連署並撤案。[319][320]檢方在搜查國民黨嘉義縣黨部與訊問後，以涉嫌偽造文書為由羈押黨部書記長、立委王育敏辦公室主任。[321]
- 台南市：3月20日，台南地檢署針對王定宇、林俊憲二人的罷免案，指中國國民黨台南市黨部在連署時涉嫌偽造文書，故搜索黨部。21日台南地院裁定收押2名國民黨台南市黨部幹部。[39][322]5月8日，台南地檢署起訴黨部副主委在內的11名涉案人。[323]檢方調查發現，國民黨台南市黨部偽造逾3500份連署書，並以一份數元之報酬讓黨工偽造連署。部分偽造文書者因坦承罪刑，給予緩起訴。[324][323]王定宇稱，起訴書中提到國民黨黨中央下令罷免，並由台南市黨部抄黨員名冊。[325]7月14日，其中10名被告認罪。[326]
- 高雄市：因中選會告發，檢調搜索高雄「雙罷劫連署總站」並約談朱磊、徐尚賢等人。[39]徐尚賢承認罷免提議人名冊由他或志工代簽，朱磊則認為抄名冊是黨代替黨員決定，沒有侵犯個資的問題。[327][328]後朱磊交保、徐尚賢羈押禁見。[39]
- 屏東縣：罷免民進黨原住民立委伍麗華的提議書中，除有亡者連署外還有非原住民連署。伍麗華指控國民黨原住民立委盧縣一助理涉嫌偽造文書。[329]檢調後搜索國民黨屏東縣黨部，後盧縣一助理暨罷免領銜人張芳碩被羈押。[330]7月2日，國民黨組發會副主委黃碧雲因涉嫌《刑法》偽造文書、違反《個人資料保護法》，被屏東地方法院裁定羈押禁見。[331]裁定書指出盧縣一是共犯。[332]
- 花蓮縣：2025年7月1日，檢調為民進黨原住民伍麗華罷免案搜索國民黨花蓮縣黨部，並帶回黨部主委盧新榮等4人[333]。
- 台東縣：2025年7月1日，檢調為民進黨原住民伍麗華罷免案搜索國民黨台東縣黨部，並帶走黨部書記長張成璇[334]。
- 南投縣：2025年7月1日，檢調為調查南投縣議員陳玉鈴罷免案涉嫌偽造連署搜索相關處所、帶回領銜人蔡宜助應訊並請回[335]。同日，檢調為民進黨原住民伍麗華罷免案搜索國民黨南投縣黨部，並帶走黨部總幹事葛典育[336]。

## 爭議

### 在野相關爭議

#### 花蓮縣政府不當查對罷免提議書
2月，有人稱有自稱「花蓮市戶政事務所人員」按門鈴，稱受中央選舉委員會委託，查對罷免單是否本人填寫。
3月25日，花蓮地檢署搜索花蓮縣政府民政處等，以涉違反選罷法及個人資料保護法約談12人，訊後聲押民政處長明良臻。花蓮地院裁定明良臻50萬元交保；另民政處副處長吳俊毅、鍾姓戶政事務所主任等6人，訊後諭知各以30萬元至2萬元不等交保。經檢方抗告，花蓮高分院裁定撤銷發回地院更裁。3月28日，花蓮地院改裁定明良臻羈押禁見，成為全國第一個因大罷免潮被羈押的地方行政機關主管。5月14日，花蓮地檢署起訴包括明良臻在內3人。

#### 二階連署偷跑
雖然截至3月17日綠營罷免案全數待補件，尚未進入第二階段，理應沒法進行二階的罷免連署。但藍營罷免網站已經針對八個民進黨立委罷免案自製二階罷免連署書。對此中選會回應「二階連署書格式只能由選務機關發給。若自行製作二階連署格式，除了構成偽造公文書之刑事罪責外，也可能構成妨害選舉罷免等相關刑事罪責，且若未依「規定格式」提出，選舉委員不予受理。」

#### 公布罷團成員個資

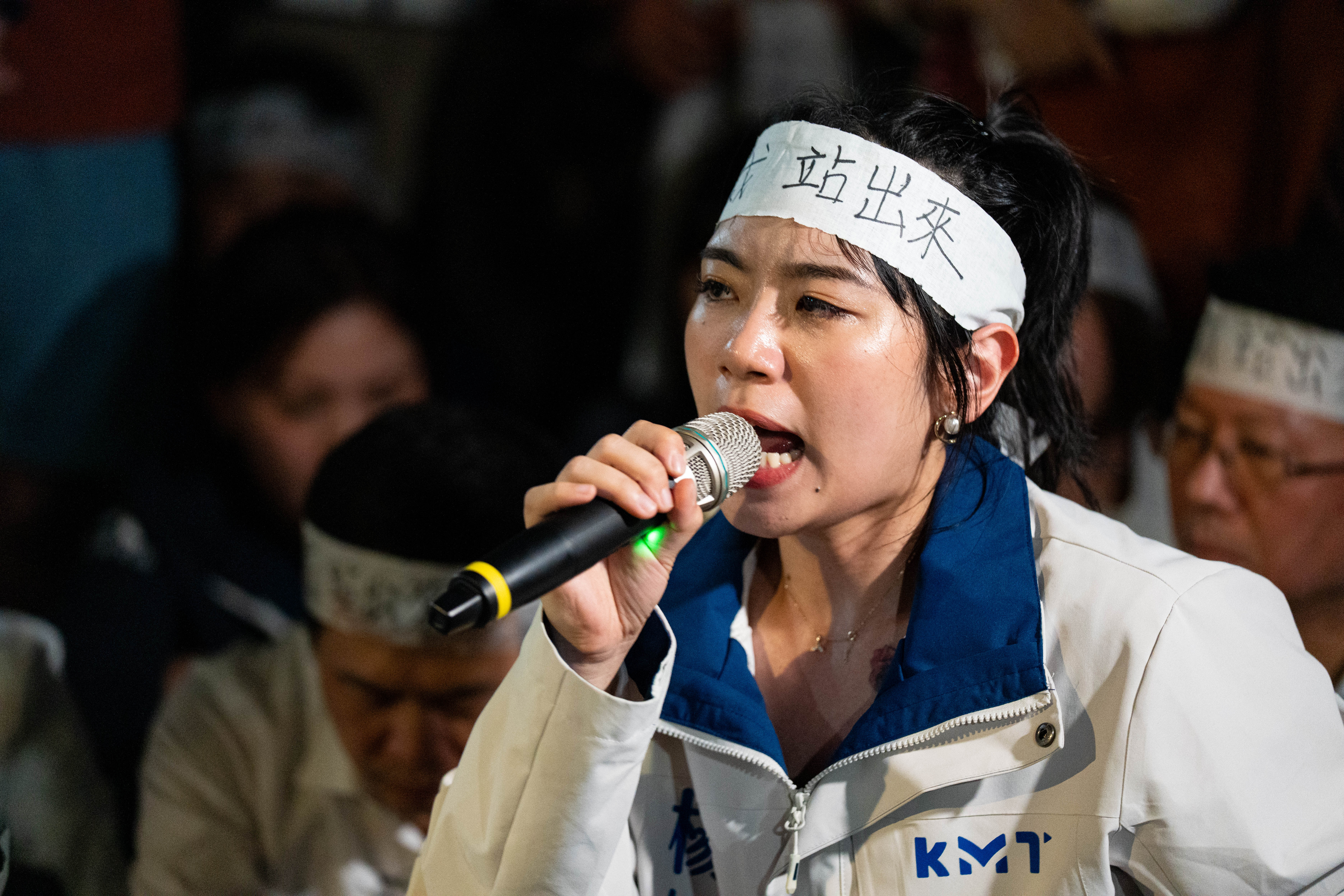
楊智伃

3月3日，國民黨發言人楊智伃召開記者會，並於記者會上未經本人同意即公布推動罷免王鴻薇的民間團體「山除薇害」團隊文宣組組長（化名阿美）之個人資料，並展示團體內成員群組對話紀錄，指控該團隊涉嫌誘導民眾違法募款，此外領銜人陳柏宏也傳遭王鴻薇派人私下調查。此事件隨後引發輿論爭議，「山除薇害」官方稱已委任律師協助處理法律問題並將提起訴訟，表示擬提告個資法和誹謗。對此，網友在社交媒體Threads上發起「#我們都是阿美」聲援，支持當事人並譴責國民黨不尊重人民隱私權，甚至動用政黨資源違法調查普通公民與合法行使罷免權的民間團體。當事人則表示，自己並不害怕肉搜，稱當初使用化名是為了要保護家人並避免模糊罷免議題焦點。她同時批評，國民黨不應利用各種暴力及鬥爭手段逼迫抱持不同意見的人噤聲。

#### 領銜人行納粹禮
2025年4月15日，罷免李坤城領銜人、國民黨員宋建樑因涉嫌偽造連署書遭到調查，宋建樑在被移送新北地檢署複訊時，臂上戴著納粹符號、攜帶希特勒著作《我的奮鬥》，並在媒體鏡頭前比出納粹禮手勢，國民黨立委葉元之、廖先翔、羅明才、林德福在現場高呼「正義青年加油」口號。德國在臺協會、以色列駐台代表、總統、外交部、台灣民眾黨等表示譴責。4月16日，國民黨表示堅定反對納粹、反對法西斯、反對任何形式的極權與人權迫害。黨主席朱立倫將宋建樑之行爲解讀爲反諷民進黨的惡質獨裁。16日，宋建樑受訪時拒談此事，並表示不擔心受到國民黨懲處。

#### 國民黨包圍北檢

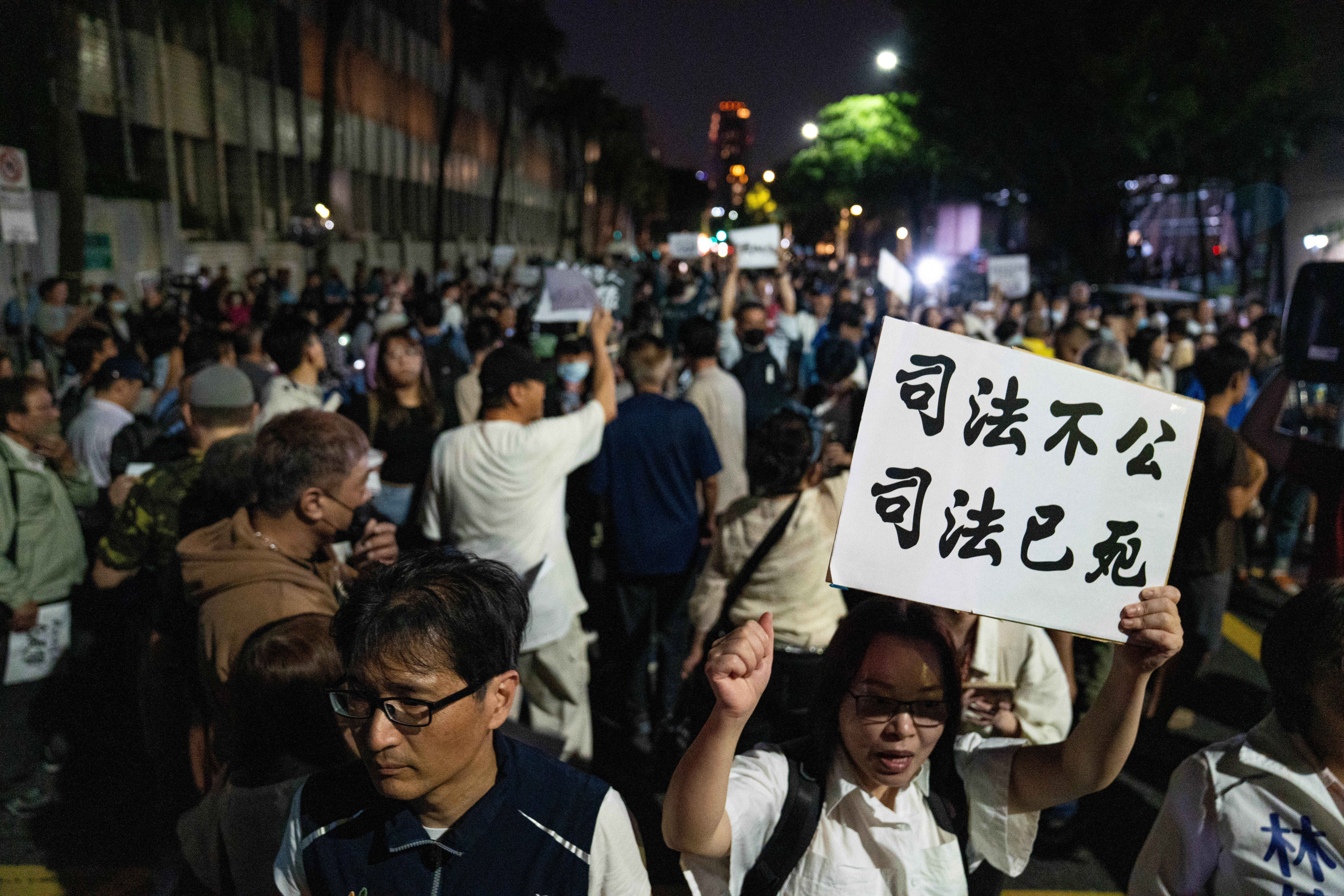
4月17日，國民黨包圍北檢

因國民黨台北市黨部涉嫌偽造連署遭台北地檢署搜索，國民黨主席朱立倫於4月17日、18日，號召黨公職前往台北地檢署外集結抗議，台北市長蔣萬安也在其中。民進黨批評這集會是運用政治力量攻擊司法單位，且是非法集會。

#### 违反行政中立
- 新竹市：
  - 2025年6月15日，民眾黨在於新竹舉辦反對罷免宣傳活動時，新竹市政府臉書粉專出現直播有關活動。新竹市議會民進黨多名議員為此往地檢署和監察院告發[361]。新竹市政府回應稱是活動舉辦廠商誤將非市府活動直播於市府臉書，市府人員發現後立即中止並撤除這則貼文，對此深表遺憾與歉意[362]。
  - 7月17日，學者林志潔表示，其於日前向法務部廉政署檢舉新竹市政府，回函指出停權中的市長高虹安、代理市長邱臣遠及立委鄭正鈐等人不斷地在新竹市政府舉辦的活動中宣傳反對罷免，或是在市政府管理的地點發放相關文宣，違反行政中立原則。[363][364]
- 臺東縣：罷免臺東縣立法委員黃建賓的團體指控在2025年6月18日起各臺東縣縣政說明會上僅有反罷免的宣傳，沒有提到縣政，認爲有違行政中立原則。臺東縣政府隨後表示，有關活動未經縣府正式授權，是縣府行程秘書洪威光在其公務時段以外所籌辦的活動。對其濫用縣政名義，造成民衆誤解之行爲，縣政府予以譴責，並將調查評估此事。[365]
- 桃園市：7月17日，桃園市中壢區發放的罷免選舉公報中夾帶了「不同意罷免」文宣，疑似由里長、鄰長所為。桃園地檢署及桃園市選舉委員會正調查。[366][367]

#### 偽造綠營人物表態
國民黨發表反罷免影片，指前總統陳水扁、前副總統呂秀蓮、總統府資政謝長廷、前民進黨立委林濁水等綠營人物反對大罷免。對此陳水扁表示自己支持大罷免，並指控國民黨斷章取義。而謝長廷表示，自己的立場和民進黨沒有不同。

#### 不規範發放宣傳小物
桃園市第五選區立法委員呂玉玲於問政說明會宣傳反罷免時，發放印有反罷免文宣的吐司與米粉給臺下的民眾。對此，時事評論員溫朗東質疑吐司無食品標示，可能違反《食品安全衛生管理法》，並向桃園市政府衛生局檢舉。民進黨則質疑吐司與米粉加起來的總價值可能已超過《選罷法》規定之三十元上限。對於違反《選罷法》的質疑，呂玉玲表示相關宣傳小物皆依選罷法辦理。至於溫朗東對於違反《食品安全衛生管理法》的檢舉，衛生局表示將釐清疑似缺失標示的問題。

#### 蛋洗民進黨黨部
7月20日，民眾黨在民進黨中央黨部前舉辦「民主起義！反罷要贏、台灣要贏」活動，活動結束後民眾黨新北黨部林口區副主任與另一名男子至民進黨中央黨部丟擲雞蛋，並在臉書發文寫下「大罷免大失敗」，被警方依侵入住宅、恐嚇、毀棄損壞等罪嫌移送地檢署。

#### 投票日違法亮票與拉票
7月26日上午11點，雲林縣長張麗善於臉書上為被罷免的雲林縣第一選區立法委員丁學忠拉票，疑似違反選罷法中投票日零時起禁止於媒體從事罷免活動之規定，後雲林縣政府新聞處長解釋是臉書社團的審核機制所致。前中廣董事長趙少康則於投票時主動亮票給媒體拍攝，違反《選罷法》第88條第2項之規定。

### 綠營相關爭議

#### 領銜人私德
2月，領銜罷免中國國民黨籍立委葉元之的牙醫史書華爆出了婚內出軌及侵權風波。同月，領銜罷免中國國民黨籍徐巧芯的企業家曹興誠也被媒體人謝寒冰爆出了有一名中国大陆小三，並公布了多張親密照片，對此曹興誠揚言提告，並聲稱是AI合成圖。在同月的21日出席活動時表示「拿我以前交往的中國（大陸）女朋友（的理由，不像樣）」、「這人家的感情干你什麼事？一開始說我有小三，人品不好，現在又說我交了大陸女朋友是通敵賣台，真扯」，前後説辭不盡相同。這兩起事件被認為對大罷免潮造成了一定程度上的衝擊。

#### 政治進入校園
3月，元智大學學生發現，租借校內場地的天河書屋設置連署書站點，店家或違反《教育基本法》第六條。教育部長鄭英耀表示，在校園設立罷免攤位屬於學生的言論自由，應該尊重。
4月，新竹市一所高中校長巡堂時，發現教室窗戶貼上了罷免連署站海報以及相關旗幟，要求學生撤下。涉事學生不滿而在社群發文，控訴教育處施壓學校。對此校方回應，主要是行政中立緣由要求撤除。

#### 支持者出征事件
在大罷免投票之前，在台灣出現了大量的出征事件，包括在自強隧道拍照遭罷免支持者盤問並PO網公審，以及幼幼台跳抖音歌曲《大展鴻圖》也遭批評下架。另外也有支持反罷免的店家因被支持者大量出征而暫停營業。路易莎埔里店亦因拒絕讓罷免團體擺攤而遭批評。

#### 連署書格式錯誤
4月，傅崐萁罷免團體「微光花蓮」發現連署書名冊格式大量出現字体位移偏差的問題。網紅八炯代表罷團致歉，懇請花蓮人補簽。新黨台北市議員侯漢廷則表示已向花蓮地檢署告發偽造文書、違反《選罷法》、《個資法》。罷免團體正尋求重簽補正之際，又傳出有不明人士假冒罷免團體名義，對外寄發內容錯誤格式之罷免書。罷免團體因而報警，警方表示正彙整相關事證。

#### 偽造支持罷免之錄音
2025年2月，罷團成員以AI偽造了國民黨立委魯明哲支持大罷免的錄音。7月2日，王姓罷團成員被桃園地檢署以偽造文書和妨害名譽罪偵辦。

#### 罷團成員大陆經商
2025年7月23日，花蓮縣議會國民黨黨團揭露，罷免徐巧芯的罷團「剷除黑芯」發言人小令（本名劉毓雯）曾在中國大陸經商，在東莞成立了「文島文化傳播有限公司」，並在中國大陸巡演。黨團發言人吳建志批評她一邊在中國大陸賺錢、一邊攻擊藍營民意代表和中國大陸的行為。「剷除黑芯」則透過聲明回應：「人民享有與外國（原文如此）商務往來自由。」同时指责國民黨立委「頻繁接觸統戰單位」，其國安風險远甚普通民众的经贸往来。

#### 行政中立
歌手大支在大罷免前一天在網路上發表歌詞謾罵國民黨的MV，片尾列上的補助單位是文化部，主辦單位則寫上中華文化總會，贊助單位則寫上台灣證券交易所，遭質疑是否合理、合法。

#### 返鄉專車爭議
罷團提供返鄉專車供民眾返鄉投票，遭國民黨立委陳玉珍質疑是否構成期約賄選。

## 第一波立委罷免投票後續反應

### 中華民國政府

#### 總統賴清德
時任中華民國總統賴清德稱：「不是某一方的勝利，也不是另一方的失敗。」並感謝罷免團體的公民力量。在民進黨中常會上，賴清德向公民團體致歉，並表態民進黨要「和公民同行」，一起走完最後一哩路。

### 政黨與罷免團體

#### 罷藍團體
台中市和南投縣其中5個罷免團體和經濟民主聯合發表聯合聲明，指雖然罷免案被否決，但是第一波罷免的161萬多張同意罷免票、數十萬人的連署和近一萬名志工長達半年的投入，已展現了台灣公民的堅韌力量。
反共護台志工聯盟創始人曹興誠認為「中共對台統戰滲透遠大於想像」，表示這次罷免已經創造了奇蹟，所以沒有失敗。他也呼籲志工放下8月23日的罷免案，讓民進黨去努力。

#### 中國國民黨
國民黨主席朱立倫表示，大罷免失敗是台灣人民的大勝利，要求總統賴清德道歉。前中華民國總統馬英九對結果表示欣慰，希望兩岸和平。
台中市長盧秀燕表示結果代表「藍白合」的重要性，並感謝民眾黨的合作。

#### 台灣民眾黨
台灣民眾黨主席黃國昌批評民進黨以仇恨動員人民並抹黑在野黨，呼籲總統兼民進黨主席賴清德向人民道歉，行政院長卓榮泰下台，民進黨立法院黨團總召柯建銘退出立院。

#### 民主進步黨
民進黨立法院黨團幹事長吳思瑤表示，民進黨坦然接受罷免結果，並對和在野黨對話持開放態度；民進黨秘書長林右昌表示民進黨會反思社會反應並迴應人民期待，向罷團和志工致敬。
前中華民國總統蔡英文呼籲繼續支持總統賴清德和執政團隊。

### 中國大陸
國台辦發言人陳斌華及中華人民共和國外交部發言人郭嘉昆稱罷免失敗代表民進黨「抗中保台」、「抗中謀獨」的主張與民意不合。

## 外部連結
- 第11屆立法委員及新竹市第11屆市長罷免案的計票查詢（繁體中文）（Archive.today的存檔，存档日期2025-07-28）
- 罷傅（繁體中文）（页面存档备份，存于）
- 反共志工 聯盟（繁體中文） （页面存档备份，存于）
- 民主補破網（繁體中文） （页面存档备份，存于）
- 守護我們珍愛的台灣，我們需要你（繁體中文） （页面存档备份，存于）
- 全台大罷免第二階段連署時間條（繁體中文） （页面存档备份，存于）
- 芭樂綠罷了綠（繁體中文） （页面存档备份，存于）
- 掃除綠衛兵（繁體中文） （页面存档备份，存于）